# Liste des orateurs du Congrès international des mathématiciens
Cette page présente la liste des orateurs au Congrès international des mathématiciens organisé tous les quatre ans. Être invité à parler à un CIM a été appelé « l'équivalent, dans cette communauté, d'une admission à un Temple de la renommée ».

## Orateurs

### 1897 Zurich
Jules Andrade,
Léon Autonne,
Émile Borel,
N. V. Bougaïev (en),
Francesco Brioschi,
Hermann Brunn,
Cesare Burali-Forti,
Charles-Jean de La Vallée Poussin,
Gustaf Eneström,
Federigo Enriques,
Gino Fano,
Zoel García de Galdeano,
Francesco Gerbaldi,
Paul Gordan,
Jacques Hadamard,
Adolf Hurwitz,
Felix Klein,
Gino Loria,
Wilhelm Franz Meyer,
Giuseppe Peano,
Ivan Mikheïevitch Pervouchine,
Émile Picard,
Salvatore Pincherle,
Henri Poincaré,
Gusztáv Rados,
Carl Reuschle,
Theodor Reye (en),
Ernst Schröder,
Cyparissos Stéphanos (en),
Ludwig Stickelberger,
Aurel Stodola,
Heinrich Weber,
Hieronymus Georg Zeuthen,
Nikolaï Joukovski

### 1900 Paris

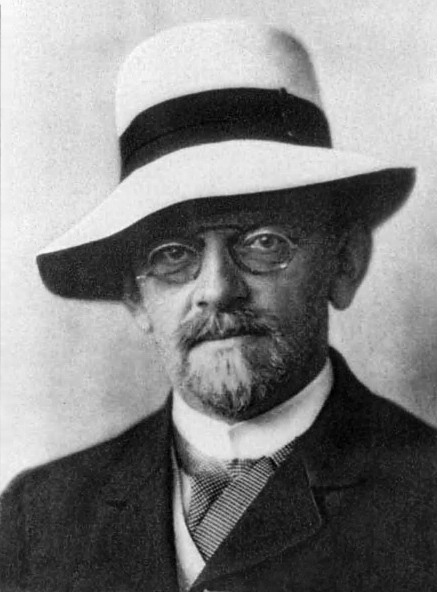
Durant le congrès de 1900 à Paris, David Hilbert a présenté sa fameuse liste de 23 problèmes mathématiques non résolus.

Federico Amodeo,
Léon Autonne,
Ivar Bendixson,
Jean Boccardi,
Émile Borel,
Moritz Cantor,
Alfredo Capelli,
Élie Cartan,
Maurice d'Ocagne,
Zoel García de Galdeano,
Leonard Eugene Dickson,
Jules Drach,
Ivar Fredholm,
Rikitaro Fujisawa,
Ángel Gallardo,
Jacques Hadamard,
Harris Hancock (en),
David Hilbert,
L'Arre Issaly,
Eugen Jahnke,
V. Jamet,
Edgar Odell Lovett,
Charles Méray,
Alexander Macfarlane,
Edmond Maillet,
Artemas Martin,
Gösta Mittag-Leffler,
Henri Padé,
Alessandro Padoa,
Raoul Perrin,
Henri Poincaré,
Irving Stringham,
Matvey Tikhomandritzky,
F. J. Vaes,
Giuseppe Veronese,
Vito Volterra,
Helge von Koch

### 1904 Heidelberg
Léon Autonne,
Anton Börsch,
Émile Borel,
Pierre Boutroux,
Max Brückner,
Anton von Braunmühl (en),
Alexander von Brill,
Moritz Cantor,
Alfredo Capelli,
Samuel Dickstein,
Gustaf Eneström,
Henri Fehr,
Sebastian Finsterwalder (en),
Robert Fricke,
Robert William Genese,
Paul Gordan,
Alfred George Greenhill,
Claude Guichard,
August Gutzmer,
Jacques Hadamard,
David Hilbert,
Franc Hočevar,
Gyula Kőnig,
Alfred Kempe,
Felix Klein,
Johannes Knoblauch,
Tullio Levi-Civita,
Reinhold von Lilienthal,
Alfred Loewy,
Gino Loria,
Emil Müller,
Francis Sowerby Macaulay,
Friedrich Wilhelm Franz Meyer,
Hermann Minkowski,
Gösta Mittag-Leffler,
Paul Painlevé,
Ludwig Prandtl,
Karl Rohn,
Arthur Moritz Schoenflies,
Georg Scheffers,
Ludwig Schlesinger,
Corrado Segre,
Maximilian Simon,
Arnold Sommerfeld,
Antonín Václav Šourek,
Paul Stäckel,
Eduard Study,
Heinrich Suter,
Paul Tannery,
Hermann Thieme,
Giovanni Vailati,
Vito Volterra,
Gueorgui Voronoï,
Heinrich Weber,
Julius Weingarten,
Ernest Julius Wilczynski,
Anders Wiman,
Wilhelm Wirtinger,
Hieronymus Georg Zeuthen,
Konrad Zindler

### 1908 Rome
Max Abraham,
Federico Amodeo,
Friedrich Simon Archenhold (en),
Léon Autonne,
Giuseppe Bagnera,
Felix Bernstein,
Luigi Bianchi,
Tommaso Boggio,
Georg Bohlmann (en),
Émile Borel,
Pierre Boutroux,
Max Brückner,
L. E. J. Brouwer,
George H. Bryan (en),
Silvio Canevazzi,
Alfredo Capelli,
Thomas Claxton Fidler,
Robert d'Adhémar,
Maurice d'Ocagne,
Gaston Darboux,
George Darwin,
Miles Menander Dawson (en),
Henri Fehr,
Michele de Franchis,
Zoel García de Galdeano,
Fernando de Helguero,
Leonard Eugene Dickson,
Friedrich Dingeldey (en),
Pierre Duhem,
William Palin Elderton (en),
Arnold Emch (en),
Federigo Enriques,
Howard F. Fehr,
Andrew Forsyth,
Giovanni Frattini,
Ivar Fredholm,
Guido Fubini,
Antonio Garbasso,
Robert William Genese,
Corrado Gini,
Paul Gordan,
George Greenhill,
August Gutzmer,
Jacques Hadamard,
Gerhard Hessenberg,
Gregorius Itelson,
Paul Koebe,
G. V. Kolosoff (en),
Traian Lalesco,
Horace Lamb,
Beppo Levi,
Tullio Levi-Civita,
Hendrik Lorentz,
Gino Loria,
Alexander Macfarlane,
Roberto Marcolongo,
Gösta Mittag-Leffler,
Domenico Montesano,
E. H. Moore,
Simon Newcomb,
Max Noether,
Ernesto Pascal,
Mihailo Petrović,
Émile Picard,
Georg Pick,
Salvatore Pincherle,
Henri Poincaré,
John Henry Poynting,
Giuseppe Pucciano,
Albert Quiquet,
Gusztáv Rados,
Georges Rémoundos (en),
Frigyes Riesz,
Nikolai Saltykow,
Ludwig Schlesinger,
Corrado Segre,
Francesco Severi,
Carlo Severini (en),
Maximilian Simon (en),
David Eugene Smith,
Carlo Somigliana,
Arnold Sommerfeld,
Carl Størmer,
Richard Suppantschitsch,
George F. Swain (en),
Orazio Tedone (en),
Gheorghe Tzitzéica,
Giovanni Vailati (en),
Vladimir Varićak,
Giuseppe Veronese,
Vito Volterra,
William Henry Young,
Stanisław Zaremba,
Ernst Zermelo,
Panagiotis Zervos,
Hieronymus Georg Zeuthen

### 1912 Cambridge
Max Abraham,
Luigi Amoroso,
Maxime Bôcher,
Harry Bateman,
Hans Albrecht von Beckh-Widmanstetter,
Geoffrey Thomas Bennett,
Sergueï Bernstein,
Wilhelm Blaschke,
Otto Blumenthal,
Enrico Bompiani,
Émile Borel,
Max Brückner,
Selig Brodetsky (en),
Thomas John I'Anson Bromwich,
L. E. J. Brouwer,
Ernest William Brown,
George Edward St. Lawrence Carson,
Henry Louis Le Chatelier,
John Dougall,
Jules Drach,
Walther von Dyck,
Francis Ysidro Edgeworth,
Luther P. Eisenhart,
Edwin Bailey Elliott (en),
Gustaf Eneström,
Federigo Enriques,
Paul Peter Ewald,
Ludwig Föppl (de),
Howard F. Fehr,
John Charles Fields,
Marcel Grossmann,
Jacques Hadamard,
Johann Georg Hagen,
Percy John Harding,
G. H. Hardy,
Nikolaos J. Hatzidakis (el),
Micaiah John Muller Hill,
Bohuslav Hostinsky,
Hilda Phoebe Hudson,
Edward Vermilye Huntington,
Gregorius Itelson,
Zygmunt Janiszewski,
Philip Jourdain,
Theodore von Kármán,
Dénes Kőnig,
József Kürschák,
Edward Kasner,
Helge von Koch,
Horace Lamb,
Joseph Larmor,
Edmund Landau,
Robert Alfred Lehfeldt,
Armin Otto Leuschner,
John Edensor Littlewood,
Gino Loria,
Augustus Edward Hough Love,
Alexander Macfarlane,
E. H. Moore,
Frank Morley,
Forest Ray Moulton,
Robert Franklin Muirhead,
Eric Harold Neville,
Thomas Percy Nunn,
Alessandro Padoa,
Giuseppe Peano,
William Peddie,
Johannes Hendrikus Peek,
Mihailo Petrovitch,
Albert Quiquet,
Georges Rémoundos,
Ferdinand Rudio,
Carl Runge,
Nikolai Saltykow,
Ralph Allen Sampson,
Ludwig Schlesinger,
Pieter Hendrik Schoute,
William Fleetwood Sheppard,
Ludwik Silberstein,
David Eugene Smith,
Marian Smoluchowski,
Carlo Somigliana,
Duncan Sommerville,
Johan Frederik Steffensen,
Robert von Sterneck,
Eduard Study,
Richard Suppantschitsch,
Esteban Terrades,
J. J. Thomson,
Herbert Hall Turner,
Gheorghe Tzitzéica,
Giovanni Vacca,
Vito Volterra,
Roland Weitzenböck,
Alfred North Whitehead,
E. T. Whittaker,
Michael Marlow Umfreville Wilkinson,
Ernst Zermelo,
Panagiotis Zervos

### 1920 Strasbourg
Johan Antony Barrau,
Pierre Boutroux,
Marcel Brillouin,
Henri Brocard,
Bohumil Bydzowsky,
Élie Cartan,
Albert Châtelet,
Maurice d'Ocagne,
Théophile de Donder,
Arnaud Denjoy,
Jacques Deruyts,
Leonard Eugene Dickson,
Jules Drach,
Luther P. Eisenhart,
Rudolf Fueter,
Alfred George Greenhill,
Marcel Grossmann,
Jacques Hadamard,
Nikolaos J. Hatzidakis,
Bohuslav Hostinsky,
Camille Jordan,
Gabriel Koenigs,
Joseph Larmor,
Solomon Lefschetz,
Louis Maillard,
Niels Erik Nörlund,
Georges Rémoundos,
Julio Rey Pastor,
Dimitri Riabouchinsky,
Carl Størmer,
Simion Stoilow,
Teiji Takagi,
Georges Valiron,
Charles-Jean de La Vallée Poussin,
Vito Volterra,
Joseph Leonard Walsh,
Rolin Wavre,
Pierre Weiss,
Norbert Wiener,
William Henry Young,
Stanisław Zaremba,
Panagiotis Zervos

### 1924 Toronto
Øystein Ore,
Jules Andrade,
Robert W. Angus,
R. W. Bailey,
Johan Antony Barrau,
Eric Temple Bell,
Benjamin Abram Bernstein,
Vilhelm Bjerknes,
Gilbert Ames Bliss,
Tommy Bonnesen,
Ettore Bortolotti,
Arthur Lyon Bowley,
Louis Charles Breguet,
Lyman James Briggs,
Léon Brillouin,
Ernest William Brown,
Bohumil Bydzovsky,
Florian Cajori,
John Renshaw Carson,
Élie Cartan,
Jean Chazy,
Robert H. Coats,
Arthur Byron Coble,
Ernest George Coker,
Arthur W. Conway,
Francisco Miranda da Costa Lobo,
Louise Duffield Cummings,
David Raymond Curtiss,
Haroutune Mugurditch Dadourian,
Alphonse Demoulin,
Leonard Eugene Dickson,
Jules Drach,
L. Gustave du Pasquier,
Herbert Bristol Dwight,
Arthur Eddington,
John Arndt Eiesland,
William Palin Elderton,
Alfred Errera,
Griffith Conrad Evans,
Henri Fehr,
John Charles Fields,
Ronald Fisher,
Arthur Percy Morris Fleming,
Walter Burton Ford,
R. M. Foster,
Ralph H. Fowler,
Maurice Fréchet,
Thornton Carl Fry,
Guido Fubini,
Rudolf Fueter,
William Frederick Gerhardt,
Giuseppe Gianfranceschi,
Albert Henry Stewart Gillson,
Corrado Gini,
Giovanni Giorgi,
Oliver Edmunds Glenn,
James Waterman Glover,
Lucien Godeaux,
Alfred George Greenhill,
Bernard Parker Haigh,
Mellen Woodman Haskell,
Olive Clio Hazlett,
Nicholas Hunter Heck,
Earle Raymond Hedrick,
Einar Hille,
G. W. O. Howe,
William Jackson Humphreys,
F. R. W. Hunt,
John Irwin Hutchinson,
Charles Frewen Jenkin,
Miloš Kössler,
Willem Kapteyn,
Louis Charles Karpinski,
Cassius Jackson Keyser,
Gabriel Koenigs,
Alfred Korzybski,
Vladimir Aleksandrovich Kostitzin,
Mykhaïlo Kravtchouk,
Nikolaï Krylov,
Joseph Larmor,
Cristóbal de Losada y Puga,
Murdoch Campbell MacLean,
Percy Alexander MacMahon,
Lucien Marchis,
George Abram Miller,
Edward C. Molina,
Frank Morley,
Francis Dominic Murnaghan,
Forrest Hamilton Murray,
Charles Algernon Parsons,
Giuseppe Peano,
Mihailo Petrovitch,
Lars Edvard Phragmén,
James P. Pierpont,
Salvatore Pincherle,
Michel Plancherel,
Henry Crozier Plummer,
Jean-Baptiste Pomey,
Gorakh Prasad,
C. V. Raman,
André Razmadzé,
Lowell J. Reed,
Giovanni Ricci,
Paul Reece Rider,
Henry Louis Rietz,
René Risser,
William Henry Roever,
James Harvey Rogers,
Thomas Reeve Rosebrugh,
Axel Frey Samsioe,
Clément Servais,
Francesco Severi,
Napier Shaw,
William Fleetwood Sheppard,
James Alexander Shohat,
Wacław Sierpiński,
Ludwik Silberstein,
Carl Størmer,
Johan Frederik Steffensen,
Vladimir Steklov,
Charles Thompson Sullivan,
William Francis Gray Swann,
John Lighton Synge,
Jacob Tamarkin,
D'Arcy Wentworth Thompson,
Leonida Tonelli,
Gheorghe Tzitzéica,
J. V. Uspensky,
Willem van der Woude,
Henri Louis Vanderlinden,
Harry Schultz Vandiver,
John Alexander Low Waddell,
James Henry Weaver,
Albert Wurts Whitney,
Raymond Louis Wilder,
Thomas Russell Wilkins,
Walter Francis Willcox,
William Lloyd Garrison Williams,
Edwin Bidwell Wilson,
Hugh Herbert Wolfenden,
Julius Wolff,
William Henry Young,
George Udny Yule,
Stanisław Zaremba

### 1928 Bologne
Giacomo Albanese,
Luigi Amoroso,
Raymond Clare Archibald,
Emilio Artom,
Richard Baldus,
Stefan Banach,
Paul Jean Joseph Barbarin,
Nina Bari,
Sergueï Bernstein,
Ludwig Berwald,
Cornelis Biezeno,
George David Birkhoff,
Juan Blaquier,
Wilhelm Blaschke,
André Blondel,
Harald Bohr,
Enrico Bompiani,
Tommy Bonnesen,
Émile Borel,
Enea Bortolotti,
Ettore Bortolotti,
Farid Boulad Bey,
Max Brückner,
Marcel Brillouin,
Ugo Broggi,
Thomas John I'Anson Bromwich,
Alfred Buhl,
Bohumil Bydzowsky,
Angelina Cabras,
Renato Caccioppoli,
Francesco Paolo Cantelli,
Élie Cartan,
Guido Castelnuovo,
Eduard Cech,
Jean Chazy,
P'ei-Yuan Chou,
Leon Chwistek,
Stephan Cohn-Vossen,
Richard Courant,
Georges Darmois,
Bruno de Finetti,
Béla Kerékjártó,
Paul Clément Delens,
Wilhelm Dobbernack,
Jules Drach,
L. Gustave du Pasquier,
Arnold Emch,
Federigo Enriques,
Gino Fano,
Luigi Fantappiè,
John Charles Fields,
Ronald Fisher,
Paul Flamant,
Maurice Fréchet,
Abraham Fraenkel,
Guido Fubini,
Rudolf Fueter,
Harald Geppert,
Giuseppe Gianfranceschi,
Oliver Edmunds Glenn,
Lucien Godeaux,
Stanisław Gołąb,
Ferdinand Gonseth,
Aleksander Grużewski,
Emil Julius Gumbel,
Alfréd Haar,
Jacques Hadamard,
K. G. Hagstroem,
Mellen Woodman Haskell,
Nikolaos J. Hatzidakis,
Olive Hazlett,
Poul Heegaard,
Heinrich Hencky,
David Hilbert,
Václav Hlavatý,
Bohuslav Hostinsky,
William Hovgaard,
Christian Juel,
Gaston Maurice Julia,
Gustave Juvet,
Theodore von Kármán,
Gottfried Köthe,
Stefan Kaczmarz,
Sōichi Kakeya,
Joseph Kampé de Fériet,
Jovan Karamata,
Louis Charles Karpinski,
Edward Kasner,
Bronislaw Knaster,
Paul Koebe,
G. V. Kolosoff,
Mykhaïlo Kravtchouk,
Nikolaï Krylov,
Paul Pierre Lévy,
Joseph Larmor,
Mikhaïl Lavrentiev,
Franciszek Leja,
Josef Lennertz,
Tullio Levi-Civita,
Harry Levy,
Hans Lewy,
Leon Lichtenstein,
Gino Loria,
Jan Łukasiewicz,
Nikolaï Louzine,
Lazar Aronovich Lusternik,
Giorgina Madia,
Gian Antonio Maggi,
Szolem Mandelbrojt,
Roberto Marcolongo,
Arturo Maroni,
Pierre Massé,
Stefan Mazurkiewicz,
Albert Joseph McConnell,
Ernst Meissner,
Karl Menger,
Paul Mentré,
Augustin Mesnage,
Friedrich Wilhelm Franz Meyer,
L. M. Milne-Thomson,
Edward Charles Molina,
Louis Mordell,
Francis Dominic Murnaghan,
Pekka Juhana Myrberg,
Trygve Nagell,
Pia Nalli,
Otto E. Neugebauer,
Rolf Nevanlinna,
Jerzy Neyman,
Władysław Nikliborc,
Otto Nikodym,
Emmy Noether,
Niels Erik Nörlund,
Nikola Obrechkoff,
Octav Onicescu,
Øystein Ore,
George Pólya,
Alessandro Padoa,
Oskar Perron,
Mihailo Petrovitch,
George Adam Pfeiffer,
Mauro Picone,
Salvatore Pincherle,
Enrico Pistolesi,
Michel Plancherel,
George Arthur Plimpton,
Kyrille Popoff,
Constantin C. Popovici,
Gorakh Prasad,
Albert Quiquet,
Tibor Radó,
Hans Rademacher,
George Yuri Rainich,
Kurt Reidemeister,
Julio Rey Pastor,
Dimitri Riabouchinsky,
Frigyes Riesz,
René Risser,
Vsevolod Ivanovich Romanovsky,
Alfred Rosenblatt,
Alberto E. Sagastume Berra,
Stanislaw Saks,
Giovanni Sansone,
Gerrit Schaake,
Jan Arnoldus Schouten,
Beniamino Segre,
Francesco Severi,
Wacław Sierpiński,
Charles Herschel Sisam,
Eugen Slutsky,
Virgil Snyder,
Carlo Somigliana,
Andreas Speiser,
Hugo Steinhaus,
Simion Stoilow,
Ellis Stouffer,
Otto Szász,
Ralph Tambs Lyche,
Alfred Tarski,
Gerhard Thomsen,
Georges César Tiercy,
Stephen Timoshenko,
Leonida Tonelli,
Antonio Torroja Miret,
Francesco Tricomi,
Herbert Westren Turnbull,
R. Vaidyanathaswamy,
Georges Valiron,
Henri Louis Vanderlinden,
Vladimir Varićak,
Oswald Veblen,
Quido Vetter,
Tirukkannapuram Vijayaraghavan,
Giuseppe Vitali,
Otto Volk,
Vito Volterra,
Jacob Evert de Vos van Steenwijk,
Gheorghe Vranceanu,
Alwin Walther,
Gleb Wataghin,
Rolin Wavre,
Alexander Weinstein,
Hermann Weyl,
Edmund Taylor Whittaker,
Sven Dag Wicksell,
Dorothy Wrinch,
William Henry Young,
Oscar Zariski,
Panagiotis Zervos,
Ziauddin Ahmad,
Rihard Zupančič,
Antoni Zygmund,
Eustachy I. Żyliński

### 1932 Zurich
Clarence Raymond Adams,
Lars Valerian Ahlfors,
James Waddell Alexander,
P. Alexandroff,
Franz Alt,
Luigi Amoroso,
Karl Bögel,
Séverin Bays,
Maurits Joost Belinfante,
Stefan Bergman,
Paul Bernays,
Sergueï Bernstein,
Ludwig Berwald,
Ludwig Bieberbach,
Mieczysław Biernacki,
Antoine Bilimovitch,
Harald Bohr,
Karol Borsuk,
Farid Boulad Bey,
Heinrich Brandt,
Alfred Buhl,
Giacomo Candido,
Constantin Carathéodory,
Torsten Carleman,
Sauveur Carrus,
Élie Cartan,
Henri Cartan,
Mary Lucy Cartwright,
Wilhelm Cauer,
Eduard Cech,
Lamberto Cesari,
Silvio Cinquini,
James Andrew Clarkson,
Arthur William Conway,
Elizabeth Buchanan Cowley,
Hubert Cremer,
Louise Duffield Cummings,
Robert d'Adhémar,
Francisco Miranda da Costa Lobo,
David van Dantzig,
Georges de Rham,
Paul Delens,
Jean Delsarte,
Max Deuring,
Lloyd Lyne Dines,
Gustav Doetsch,
Jules Drach,
Paul Drumaux,
L. Gustave du Pasquier,
Samuel Dumas,
Karel Dusl,
Alfred Errera,
Luigi Fantappiè,
Howard F. Fehr,
Bruno Finzi,
Jonas Ekman Fjeldstad,
Alfred Leon Foster,
Adolf Fraenkel,
Rudolf Fueter,
Godofredo Garcia,
Harald Geppert,
Giovanni Giambelli,
Giovanni Giorgi,
Oliver Edmunds Glenn,
Lucien Godeaux,
Stanisław Gołąb,
Ferdinand Gonseth,
Michel-Louis Guérard des Lauriers,
Alf Victor Emanuel Guldberg,
Max Gut,
Gustav Hössjer,
Jacques Hadamard,
Hans Ludwig Hamburger,
Georg Hamel,
G. H. Hardy,
Helmut Hasse,
Nikolaos J. Hatzidakis,
Arend Heyting,
Einar Hille,
Nikolaus Hofreiter,
Temple Rice Hollcroft,
Heinz Hopf,
Hans Hornich,
Bohuslav Hostinsky,
Witold Hurewicz,
Filadelfo Insolera,
Maurice Janet,
Wenceslas S. Jardetzky,
Vojtěch Jarník,
Børge Jessen,
Ingebrigt Johansson,
Gaston Julia,
Gustave Juvet,
Gottfried Köthe,
Laszlo Kalmár,
Joseph Kampé de Fériet,
Jovan Karamata,
Edward Kasner,
Boris Kaufmann,
Alfred Kienast,

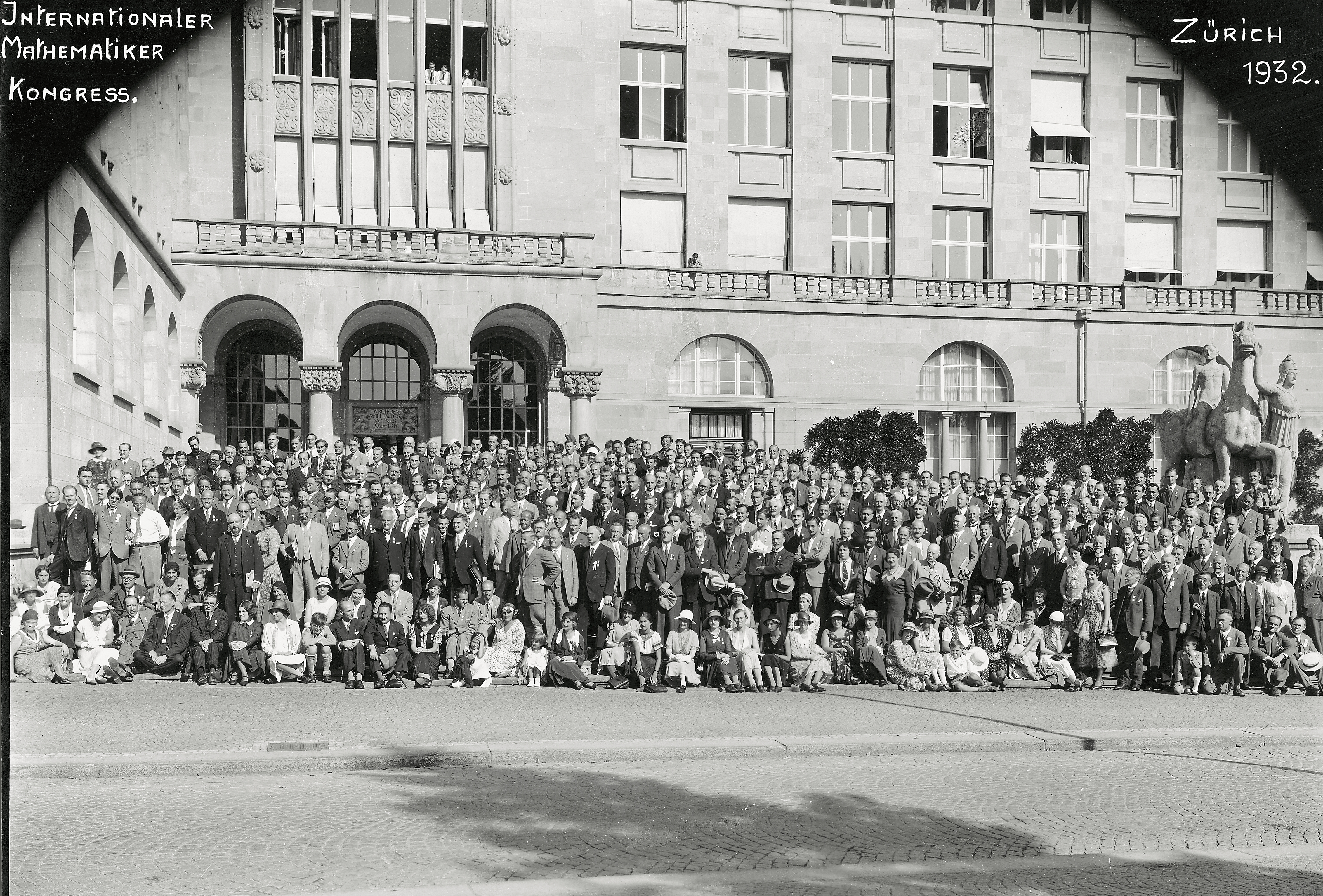
Participants au congrès de Zurich, avec familles.

Ludwig Friedrich Wilhelm August Kiepert,
Bronislaw Knaster,
Ervand Kogbetliantz,
Arthur Korn,
Mykhaïlo Kravtchouk,
Wolfgang Krull,
Nikolaï Krylov,
Casimir Kuratowski,
Paul Lévy,
Franciszek Leja,
Josef Lense,
Edward Hubert Linfoot,
John Edensor Littlewood,
Gino Loria,
Otto Mühlendyck,
Wilhelm Müller,
Chaim Herman Müntz,
Kurt Mahler,
Wilhelm Erwin Otto Maier,
Lucien Malavard,
Szolem Mandelbrojt,
Karl Menger,
Paul Mentré,
Henri Milloux,
L. M. Milne-Thomson,
Silvio Minetti,
Richard von Mises,
Edward Charles Molina,
Charles Napoleon Moore,
Louis Mordell,
Marston Morse,
Christian Moser,
Ali Moustafa Mosharafa,
Trygve Nagell,
Rolf Nevanlinna,
Eric Harold Neville,
Miron Nicolesco,
Emmy Noether,
Øystein Ore,
Raymond Paley,
Wolfgang Pauli,
Hans Petersson,
Mihailo Petrovitch,
George Adam Pfeiffer,
Sophie Piccard,
Mauro Picone,
Rózsa Politzer,
Hilda Geiringer,
Lev Pontriaguine,
Kyrille Popoff,
Rodolphe Nicolas Raclis,
George Yuri Rainich,
Franz Rellich,
Arnold Reymond,
Dimitri Riabouchinsky,
Carlo Luigi Ricci,
Giovanni Ricci,
Paul Riebesell,
Frédéric Riesz,
René Risser,
Vsevolod Romanovsky,
Alfred Rosenblatt,
Edgar Bonsak Schieldrop,
Hermann Schlichting,
Jan Arnoldus Schouten,
Günther Schulz,
Herbert Seifert,
Petre Sergescu,
Francesco Severi,
Wacław Sierpiński,
David Eugene Smith,
Virgil Snyder,
Andreas Speiser,
Carl Størmer,
Julius Stenzel,
Wolfgang Sternberg,
Ellis Bagley Stouffer,
Paolo Straneo,
Karl Strubecker,
John Lighton Synge,
Jacob David Tamarkin,
Gerhard Thomsen,
William Threlfall,
Georges Tiercy,
Leonida Tonelli,
Angelo Tonolo,
Francesco Tricomi,
Ljubomir Tschakaloff,
Georges Tzitzéica,
Stanislaw Ulam,
Egon Ullrich,
Georges Valiron,
Quido Vetter,
Paul Félix Vincensini,
Tullio Viola,
Enrico Volterra,
Gheorghe Vrânceanu,
G. N. Watson,
Rolin Wavre,
Ernst August Weiss,
Rudolf Weyrich,
J. H. C. Whitehead,
Norbert Wiener,
Witold Wilkosz,
Julius Wolff,
Dorothy Wrinch,
Alexander Wundheiler,
Stanisław Zaremba,
Antoni Zygmund,
Marie Charpentier

### 1936 Oslo
Leifur Asgeirsson,
Lars Valerian Ahlfors,
Franz Alt,
Raymond Clare Archibald,
Stefan Banach,
Dan Barbilian,
Isaac Albert Barnett,
Harry Bateman,
Heinrich Adolph Behnke,
Harald Bergström,
George David Birkhoff,
Garrett Birkhoff,
Vilhelm Bjerknes,
Wilhelm Blaschke,
Carl Böhm,
Émile Borel,
Karol Borsuk,
Farid Boulad Bey,
Arthur Lyon Bowley,
Marcel Brelot,
Hendrik Bremekamp,
Viggo Brun,
Élie Cartan,
Mary Lucy Cartwright,
Arthur William Conway,
Arthur Herbert Copeland,
Johannes van der Corput,
Richard Courant,
Harald Cramér,
David van Dantzig,
Jules Drach,
Paul Drumaux,
Karel Dusl,
Samuel Eilenberg,
Paul Erdős,
Alfred Errera,
Robert Arthur Fairthorne,
Willy Feller,
Werner Fenchel,
Paul Flamant,
Maurice Fréchet,
Hans Freudenthal,
Ragnar Frisch,
Otto Frostman,
Rudolf Fueter,
Fujiwara Matsusaburo,
Solomon Gandz,
Harald Geppert,
Joseph E. Gillis,
Wallace Givens,
Lucien Godeaux,
Stanisław Gołąb,
Rolf Harald Gran Olsson,
Emil Julius Gumbel,
Max Gut,
Johannes Haantjes,
Gerhard Haenzel,
Georg Hamel,
Douglas Hartree,
Helmut Hasse,
Erich Hecke,
Poul Heegaard,
Kurt August Hirsch,
Václav Hlavatý,
Nikolaus Hofreiter,
Witold Hurewicz,
Maurice Janet,
Vojtěch Jarník,
Arvo Nestori Junnila,
Gottfried Köthe,
Stefan Kaczmarz,
Jovan Karamata,
Boris Kaufmann,
Béla Kerékjártó,
Vladimir Kořínek,
Ervand Kogbetliantz,
Maurice Kraitchik,
Franciszek Leja,
Georges Lemaitre,
Théophile Lepage,
Arthur Linder,
Louis Locher,
Salomon Lubelski,
Eugene Lukacs,
Albert Métral (pt),
Kurt Mahler,
Szolem Mandelbrojt,
Frédéric Marty,
Karl Mayr,
Stanislaw Mazur,
William Hunter McCrea,
Edward James McShane,
Birger Meidell,
Clifford William Mendel,
Karl Menger,
Emile Merlin,
Henri Milloux,
Edward Arthur Milne,
Edward Charles Molina,
Louis Joel Mordell,
Robert Edouard Moritz,
Frank Morley,
Marston Morse,
Theodore Motzkin,
Hugh P. Mulholland,
Trygve Nagell,
Paul Nemenyi,
Otto E. Neugebauer,
Bernhard Hermann Neumann,
M. H. A. Newman,
Jakob Nielsen,
Fritz Noether,
Evert Johannes Nyström,
Nikola Obrechkoff,
Albert Cyril Offord,
Rufus Oldenburger,
Octav Onicescu,
Øystein Ore,
Wladyslaw Roman Orlicz,
Carl Wilhelm Oseen,
Rózsa Péter,
George Pólya,
Veikko Paatero,
Fred William Perkins, Jr.,
Ernst Peschl,
Sophie Piccard,
Lev Pontriaguine,
Maurice Potron,
Hans Przibram,
Rodolphe Raclis,
Richard Rado,
Erich Reissner,
Tonio Rella,
Paul Reece Rider,
Paul Riebesell,
Marcel Riesz,
Harold Stanley Ruse,
Ricardo San Juan,
Juliusz Schauder,
Jan Arnoldus Schouten,
Henrik Selberg,
Raziuddin Siddiqi,
Carl Ludwig Siegel,
Waclaw Sierpinski,
Avadhesh Narayan Singh,
Thoralf Albert Skolem,
Virgil Snyder,
Andreas Speiser,
Otto Spiess,
Carl Størmer,
Wolfgang Sternberg,
Simion Stoilow,
Marshall Harvey Stone,
John Lighton Synge,
Edward Szpilrajn,
Sven Magnus Täcklind,
Ralph Tambs-Lyche,
Olga Taussky-Todd,
John Todd,
Charles Chapman Torrance,
Gheorghe Tzitzéica,
Egon Ullrich,
Victor Vâlcovici,
Manuel Sandoval Vallarta,
Oswald Veblen,
Kurt Vogel,
Buzz M. Walker,
Rolin Wavre,
Tadeusz Wazewski,
Alexander Weinstein,
Hermann Weyl,
J. H. C. Whitehead,
David Vernon Widder,
Norbert Wiener,
Herman Wold,
Laurence Chisholm Young,
Kazimierz Zarankiewicz

### 1950 Cambridge/Massachusetts
Pedro Abellanas,
Abraham Adrian Albert,
Howard Wright Alexander,
Aldo Andreotti,
Richard Friederich Arens,
Cahit Arf,
Iacopo Barsotti,
Stefan Bergman,
Peter Gabriel Bergmann,
Harald Bergström,
Arne Beurling,
R. H. Bing,
Garrett Birkhoff,
Salomon Bochner,
Harald Bohr,
Raj Chandra Bose,
Alfred T. Brauer,
Florent Bureau,
Alberto Pedro Calderon,
Henri Cartan,
Mary Lucy Cartwright,
Richard Eliot Chamberlin,
Shiing-Shen Chern,
Sarvadaman Chowla,
Alfred Hoblitzelle Clifford,
Edward Foyle Collingwood,
Charles Galton Darwin,
Harold Davenport,
Arnaud Denjoy,
Richard James Duffin,
Albert Edrei,
Paul Erdős,
Gaetano Fichera,
Nathan Jacob Fine,
Ronald Martin Foster,
Ralph Fox,
Kurt Gödel,
Abe Gelbart,
Dario Graffi,
Jacques Hadamard,
Fritz Herzog,
Edwin Hewitt,
Kurt August Hirsch,
W. V. D. Hodge,
Eberhard Hopf,
Heinz Hopf,
Sze-Tsen Hu,
Witold Hurewicz,
Kenkichi Iwasawa,
Shizuo Kakutani,
Stephen Cole Kleene,
Hendrik Douwe Kloosterman,
Paul Lévy,
Hans Lewy,
Kurt Mahler,
Szolem Mandelbrojt,
Marston Morse,
George Polya,
Hans Rademacher,
Franz Rellich,
Joseph Fels Ritt,
Abraham Robinson,
Samarendra Nath Roy,
Luis Antonio Santalo,
Laurent Schwartz,
Beniamino Segre,
Atle Selberg,
Thoralf Skolem,
Alfred Tarski,
John von Neumann,
Abraham Wald,
André Weil,
Hassler Whitney,
Norbert Wiener,
Raymond Louis Wilder,
Oscar Zariski

### 1954 Amsterdam
P. S. Alexandrov,
J. Barkley Rosser,
Heinrich Adolph Louis Behnke,
David Blackwell,
Karol Borsuk,
Richard Brauer,
Florent Bureau,
Mary Lucy Cartwright,
Lamberto Cesari,
K. Chandrasekharan,
Lothar Collatz,
H. S. M. Coxeter,
Harold Davenport,
Jean Dieudonné,
Joseph L. Doob,
Beno Eckmann,
Paul Erdős,
Arthur Erdélyi,
Gaetano Fichera,
Robert Fortet,
Hans Freudenthal,
Israel Gelfand,
Sydney Goldstein,
Harish Chandra,
Walter Kurt Hayman,
Magnus Hestenes,
Einar Hille,
Edmund Hlawka,
Nathan Jacobson,
Børge Jessen,
Joseph Kampé de Fériet,
Kunihiko Kodaira,
Andreï Kolmogorov,
Đuro Kurepa,
André Lichnerowicz,
Paul Lorenzen,
Deane Montgomery,
Andrzej Mostowski,
Pekka Juhana Myrberg,
André Néron,
Jerzy Neyman,
S. M. Nikolskii,
Douglas Geoffrey Northcott,
Christian Yvon Pauc,
Franz Rellich,
Beniamino Segre,
Jean-Pierre Serre,
Eduard Stiefel,
James Johnston Stoker,
Alfred Tarski,
Edward Charles Titchmarsh,
David van Dantzig,
John von Neumann,
Tadeusz Wazewski,
André Weil,
Alexander Weinstein,
Kentaro Yano,
Kōsaku Yosida,
Antoni Zygmund

### 1958 Édimbourg

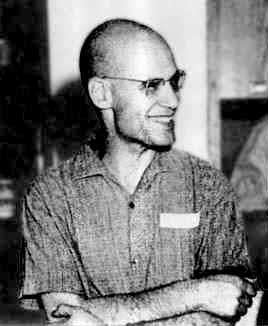
Alexander Grothendieck dans sa conférence plénière au congrès de 1958 à Édimbourg décrit son programme « pour créer une géométrie arithmétique via une (nouvelle) reformulation de la géométrie algébrique, cherchant une généralité maximale ».

A. D. Alexandrov,
V. I. Arnold,
Lipman Bers,
Evert Willem Beth,
Nikolaï Bogolioubov,
Raoul Bott,
Henri Cartan,
S. S. Chern,
Claude Chevalley,
Kai Lai Chung,
Max Deuring,
Samuel Eilenberg,
William Feller,
Lars Gårding,
B. V. Gnedenko,
Hans Grauert,
Alexander Grothendieck,
Maurice Heins,
Graham Higman,
Friedrich Hirzebruch,
Joseph Ehrenfried Hofmann,
Stephen Cole Kleene,
Antoni Kosinski,
Georg Kreisel,
Đuro Kurepa,
Cornelius Lanczos,
Derrick Henry Lehmer,
Yuri Linnik,
Jacques-Louis Lions,
A. A. Markov,
Teruhisa Matsusaka,
John Willard Milnor,
Subbaramiah Minakshisundaram,
John Coleman Moore,
Masayoshi Nagata,
Albert Nijenhuis,
C. D. Papakyriakopoulos,
Lev Pontriaguine,
Alfréd Rényi,
Peter Roquette,
Klaus Friedrich Roth,
Heinz Rutishauser,
Pierre Samuel,
Leonard Jimmie Savage,
Menahem Max Schiffer,
Beniamino Segre,
Goro Shimura,
Norman Earl Steenrod,
Béla Szőkefalvi-Nagy,
George Frederick James Temple,
René Thom,
G. E. Uhlenbeck,
Adriaan van Wijngaarden,
V. S. Vladimirov,
Helmut Wielandt

### 1962 Stockholm
John Frank Adams,
Schmuel Agmon,
Aldo Andreotti,
Michael Francis Atiyah,
Maurice Auslander,
Walter Lewis Baily, Jr.,
Marcel Berger,
R. H. Bing,
Armand Borel,
Lennart Carleson,
J. W. S. Cassels,
Gustave Choquet,
Alonzo Church,
Paul Joseph Cohen,
Albrecht Dold,
Bernard Dwork,
E. B. Dynkin,
Beno Eckmann,
Leon Ehrenpreis,
Edwin E. Floyd,
Tudor Ganea,
I. M. Gelfand,
Harold Grad,
Hans Grauert,
Peter K. Henrici,
Heisuke Hironaka,
Lars Hörmander,
Gilbert Agnew Hunt,
Jun Igusa,
Kiyosi Ito,
James Allister Jenkins,
Jean-Pierre Kahane,
Miroslav Katetov,
Michel André Kervaire,
Martin Kneser,
A. N. Kolmogorov,
Alexeï Kostrikin,
Masatake Kuranishi,
Jean Leray,
Yuri Linnik,
Paul Malliavin,
John Milnor,
Jürgen Moser,
David Mumford,
Leopoldo Nachbin,
Rangaswamy Narasimhan,
M. H. A. Newman,
Louis Nirenberg,
P. S. Novikov,
I. I. Pjateckii-Sapiro,
Andrzej Pliś,
Valentin Poénaru,
I. R. Shafarevich,
Dana Scott,
Atle Selberg,
Jean-Pierre Serre,
G. E. Silov,
Yakov Sinai,
Stephen Smale,
John Robert Stallings, Jr.,
Guido Stampacchia,
Elias M. Stein,
Michio Suzuki,
Béla Szőkefalvi-Nagy,
John Tate,
John Griggs Thompson,
Jacques Tits,
John Wermer,
G. W. Whitehead,
Arthur Strong Wightman

### 1966 Moscou
Shreeram Shankar Abhyankar,
John Frank Adams,
Mark Aronovich Aizerman,
Dmitri Anossov,
V. I. Arnol'd,
Michael Artin,
Michael Francis Atiyah,
Hyman Bass,
Richard Bellman,
Bryan John Birch,
Errett Bishop (en),
A. A. Borovkov,
William Browder,
Alberto Pedro Calderon,
Lennart Carleson,
Jean Cerf,
Paul Joseph Cohen,
Ennio De Giorgi,
Jacques Dixmier,
Adrien Douady,
N. V. Efimov,
Peter Elias,
Ju. L. Ersov,
Paul R. Garabedian,
Frederick William Gehring,
V. M. Glushkov,
E. S. Golod,
A. A. Goncar,
Mark Iosifovich Graev,
Hans Grauert,
Ulf Grenander,
André Haefliger,
Jack K. Hale,
Harish-Chandra,
Morris William Hirsch,
I. A. Ibragimov,
Fritz John,
Adolf P. Juskevic,
Wilhelm Klingenberg,
Joseph John Kohn,
Ellis Kolchin,
M. G. Krein,
Olga Ladyjenskaïa,
Peter David Lax,
Olli Lehto,
Bernard Malgrange,
A. I. Maltsev,
Yuri Manin,
G. I. Marchuk,
Louis Michel,
B. S Mitjagin,
N. N. Moiseev,
André Néron,
Sergei P. Novikov,
Takashi Ono,
V. P. Palamodov,
Georges Papy,
Ilya Piatetski-Shapiro,
V. I. Ponomarev,
Alexeï Postnikov,
Reinhold Remmert,
Hugo Rossi (en),
J. Schroder,
Kurt Schütte,
Irving Segal,
Gorō Shimura,
A. B. Sidlovskii,
Stephen Smale,
Sergueï Sobolev,
Charles Stein,
Robert Steinberg,
Volker Strassen,
John Trevor Stuart,
John Griggs Thompson,
A. N. Tikhonov,
V. A. Toponogov,
Gregory S. Tseytin,
Kazimierz Urbanik (en),
Robert Lawson Vaught,
Edoardo Vesentini,
I. M. Vinogradov,
M. I. Vishik (en),
A. G. Vitouchkine,
C. T. C. Wall,
James H. Wilkinson,
Erik Christopher Zeeman

### 1970 Nice
Sergueï I. Adian,
Schmuel Agmon,
V. M. Alexeyev,
Frederick J. Almgren, Jr.,
S. A. Amitsur,
Donald Werner Anderson,
Richard Davis Anderson,
Michel André,
Aldo Andreotti,
Anatoli N. Andrianov,
N. U. Arakelyan,
Huzihiro Araki,
Alexander Arhangelskii,
Michael Artin,
Michael Francis Atiyah,
James Ax,
Alan Baker,
Michael Barr,
Oleg V. Besov,
A. V. Bitsadze,
Jean-Michel Bony,
Raoul Bott,
Louis Boutet de Monvel,
Richard Brauer,
Egbert Brieskorn,
Felix E. Browder,
William Browder,
François Bruhat,
Donald L. Burkholder,
Pierre Cartier,
J. W. S. Cassels,
A. V. Cernavskii,
Rafael Van Severen Chacon,
Igor Chafarevitch,
Shiing-Shen Chern,
Nikolai Chudakov,
Kai Lai Chung,
Paul Moritz Cohn,
Charles Cameron Conley,
John Horton Conway,
I. I. Daniljuk,
Pierre Deligne,
Aryeh Dvoretzky,
E. B. Dynkin,
David Gregory Ebin,
David Albert Edwards,
James Eells,
J. V. Egorov,
Kenneth David Elworthy,
Ju. L. Ersov,
F. Thomas Farrell,
Solomon Feferman,
Walter Feit,
J. M. G. Fell,
Ciprian Foias,
Frank Forelli,
Otto Forster,
Bent Fuglede,
Harry Furstenberg,
Lars Gårding,
I. M. Gelfand,
Ronald Kay Getoor,
Jean Giraud,
George Glauberman,
Daniel Gorenstein,
Phillip Griffiths,
Pierre Grisvard,
Detlef Gromoll,
M. L. Gromov,
Alexander Grothendieck,
Victor Vasilievich Grushin,
Victor Guillemin,
Robert Clifford Gunning,
Lars Hörmander,
Günter Harder,
Walter Kurt Hayman,
Sigurður Helgason,
Henry Helson,
Donald Gordon Higman,
Peter Hilton,
Heisuke Hironaka,
Wu-Chung Hsiang,
Richard Allen Hunt,
Yasutaka Ihara,
Kenkichi Iwasawa,
Zvonimir Janko,
Richard V. Kadison,
Max Karoubi,
Tosio Kato,
Nicholas Michael Katz,
Howard Jerome Keisler,
Harry Kesten,
Reinhardt Kiehl,
Robion Cromwell Kirby,
Steven Lawrence Kleiman,
Shoshichi Kobayashi,
Max Koecher,
Bertram Kostant,
Alexeï Kostrikin,
Tomio Kubota,
Nicolaas Hendrik Kuiper,
Masatake Kuranishi,
Shige Toshi Kuroda,
Robert Langlands,
Richard Lashof,
Francis William Lawvere,
Peter Lax,
Jerome Paul Levine,
B. M. Levitan,
Joram Lindenstrauss,
Jacques-Louis Lions,
Stanislaw Lojasiewicz,
Santiago Lopez de Medrano,
Ian Grant Macdonald,
George Whitelaw Mackey,
Yuri I. Manin,
G. I. Marchuk,
Jerrold Eldon Marsden,
André Martineau,
Yu. V. Matijasevic,
Yves Meyer,
V. M. Millionščikov,
Mario Miranda,
B. G. Moishezon,
Gabriel Mokobodzki,
Paul Monsky,
John Coleman Moore,
Charles B. Morrey, Jr.,
George Daniel Mostow,
David Mumford,
Béla Szőkefalvi-Nagy,
M. A. Naimark,
M. S. Narasimhan,
Bernhard Hermann Neumann,
Sergei P. Novikov,
Olga Oleinik,
Donald S. Ornstein,
Richard Sheldon Palais,
A. N. Paršin,
Bill Parry,
Jaak Peetre,
Franklin Paul Peterson,
Albrecht Pfister,
Frédéric Pham,
Ralph Saul Phillips,
A. V. Pogorelov,
Lev Pontriaguine,
Charles C. Pugh,
Lajos Pukanszky,
Daniel Quillen,
Helmut Röhrl,
Michael Oser Rabin,
M. S. Raghunathan,
Michel Raynaud,
Daniel Rider,
Abraham Robinson,
Colin P. Rourke,
Walter Rudin,
Gerald Enoch Sacks,
Mikio Sato,
V. V. Sazonov,
Andrzej Schinzel,
Wolfgang M. Schmidt,
Robert Thomas Seeley,
G. B. Segal,
I. E. Segal,
James Serrin,
C. S. Seshadri,
Goro Shimura,
Albert Shiryaev,
Laurent Siebenmann,
Yakov Sinai,
Maurice Sion,
Donald Clayton Spencer,
V. G. Sprindzuk,
John R. Stallings,
Guido Stampacchia,
Harold Mead Stark,
Elias M. Stein,
Anatoly Mikhaïlovitch Stepine,
Dennis Sullivan,
Michio Suzuki,
Richard G. Swan,
Masamichi Takesaki,
John Tate,
René Thom,
John Griggs Thompson,
Jacques Tits,
Jean-Claude Tougeron,
François Trèves,
Paul Turán,
P. L. Uljanov,
Nina Uraltseva,
Nicholas Varopoulos,
Petr Vopěnka,
C. T. C. Wall,
Robert Fones Williams,
Zvonimir Janko

### 1974 Vancouver
Norbert A'Campo,
William K. Allard,
R. V. Ambartzumian,
D. V. Anosov,
S. J. Arakelov,
V. I. Arnol'd,
Claudio Baiocchi,
Mohammed Salah Baouendi,
Wolf Barth,
Kenneth Jon Barwise,
Ja. M. Barzdin,
Hyman Bass,
Heinz Bauer,
Alain Bensoussan,
George Mark Bergman,
Mikhail Shlemovich Birman,
Enrico Bombieri,
Armand Borel,
Rufus Bowen,
James Henry Bramble,
Haim Brezis,
Victor Buchstaber,
Thomas Ashland Chapman,
Jeff Cheeger,
E. W. Cheney,
Zbigniew Ciesielski,
Charles Herbert Clemens,
Alfred Hoblitzelle Clifford,
Jean-Michel Combes,
Alain Connes,
Michael Grain Crandall,
Gerard Debreu,
Pierre Deligne,
Vladimir F. Demyanov,
Roland Dobrushin,
Richard Mansfield Dudley,
G. F. D. Duff,
Michel Duflo,
J. J. Duistermaat,
E. B. Dynkin,
M. M. Dzrbasjan,
David Eisenbud,
Per Enflo,
Jacques Faraut,
Charles Fefferman,
V. V. Filippov,
William J. Firey,
A. T. Fomenko,
Albrecht Fröhlich,
Eberhard Freitag,
Avner Friedman,
Harvey Friedman,
Howard Garland,
Frederick William Gehring,
S. M. Gersten,
James Glimm,
B. V. Gnedenko,
Andras Hajnal,
Thomas W. Hawkins,
Henry Hermes,
Horst Herrlich,
Alan J. Hoffman,
Christopher Hooley,
Roger Evans Howe,
Wu-Yi Hsiang,
Peter J. Huber,
Masahisa Inoue,
Bjarni Jónsson,
Hervé Jacquet,
A. A. Karacuba,
David Kazhdan,
David Kinderlehrer,
Victor Klee,
Daniel J. Kleitman,
Anthony W. Knapp,
N. P. Korneichuk,
Heinz-Otto Kreiss,
Wolfgang Krieger,
Harold J. Kushner,
Oscar Erasmus Lanford III,
H. Blaine Lawson,
Jacqueline Lelong-Ferrand,
A. F. Leontiev,
Elliott H. Lieb,
Rolf Lindner,
Jacques-Louis Lions,
George Lusztig,
G. A. Margulis,
Lawrence Markus,
André Martin,
Bernard Maskit,
John N. Mather,
Geoffrey Matthews,
Bernard Maurey,
Barry Mazur,
V. D. Mazurov,
Kevin McCrimmon,
Peter McMullen,
Albert R. Meyer,
R. James Milgram,
Eric Charles Milner,
Hugh Lowell Montgomery,
P. A. P. Moran,
Yiannis N. Moschovakis,
N. N. Nehorosev,
Edward Nelson,
Jacques Neveu,
Louis Nirenberg,
Michael Stewart Paterson,
V. K. Patodi,
Mauricio Matos Peixoto,
Ted Petrie,
Vladimir Petrovich Platonov,
Daniel Quillen,
Richard Rado,
C. R. Rao,
John Robert Ringrose,
Claude Ambrose Rogers,
H. L. Royden,
Mary Ellen Rudin,
S. S. Ryshkov,
A. A. Samarski,
Winfried Scharlau,
Wolfgang M. Schmidt,
Paul A. Schweitzer,
Saharon Shelah,
Jack Silver,
Barry Simon,
Isadore Manuel Singer,
Andrei A. Slavnov,
Frank Spitzer,
A. G. Sveshnikov,
Erling Størmer,
Vytautas Statulevičius,
S. A. Stepanov,
Hans J. Stetter,
Gilbert Strang,
Volker Strassen,
Kurt Strebel,
A. I. Subbotin,
Dennis Sullivan,
Moss Eisenberg Sweedler,
Endre Szemerédi,
Joseph L. Taylor,
William Thurston,
Jacques Tits,
Clifford Truesdell,
John Wilder Tukey,
V. S. Varadarajan,
 A. N. Varchenko,
Anatoly Vershik,
M. I. Vishik,
A. G. Vitushkin,
V. E. Voskresenki,
Bertram Walsh,
John Walsh,
Benjamin Weiss,
James Hardy Wilkinson,
Philip Wolfe,
C. E. Mike Yates,
Vladimir E. Zakharov,
Erik Christopher Zeeman,
D. P. Zhelobenko

### 1978 Helsinki
Lars Valerian Ahlfors,
Frederick J. Almgren, Jr.,
Huzihiro Araki,
Michael Aschbacher,
Michael Francis Atiyah,
Robert J. Aumann,
Albert Baernstein II,
Thomas Francis Banchoff,
William Beckner,
Irwin Bernstein,
Spencer Bloch,
F. A. Bogomolov,
O. I. Bogoyavlensky,
Jerry Bona,
A. A. Borovkov,
Kenneth Stephen Brown,
A. D. Bruno,
Pavol Brunovsky,
Alberto Pedro Calderon,
James Weldon Cannon,
Sylvain Edward Cappell,
William Casselman,
A. J. Casson,
G. V. Chudnovsky,
Francis H. Clarke,
John H. Coates,
Robert Connelly,
Alain Connes,
John Horton Conway,
Carl R. de Boor,
Claude Dellacherie,
Jacques Dixmier,
Manfredo P. do Carmo,
Roland Dobrushin,
Ronald George Douglas,
V. G. Drinfeld,
Robert Duncan Edwards,
Ivar Ekeland,
L. D. Faddeev,
Bernd Fischer,
Ciprian Foias,
Jürg Fröhlich,
Dmitry Fuks,
Masatoshi Fukushima,
Adriano Mario Garsia,
David Gieseker,
Daniel Gorenstein,
Phillip Griffiths,
M. L. Gromov,
Wolfgang Haken,
Leo Harrington,
Allen Edward Hatcher,
Michael Robert Herman,
Melvin Hochster,
Ju. S. Ilyashenko,
Victor Ivrii,
Henryk Iwaniec,
S. V. Jablonskii,
Arthur Jaffe,
Victor Kac,
Masaki Kashiwara,
Nicholas Michael Katz,
George Kempf,
V. M. Kharlamov,
A. A. Kirillov,
Boris Korenblum,
Nikolai N. Krasovskii,
Nicolai V. Krylov,
R. P. Langlands,
David G. Larman,
James Lepowsky,
Eduard Looijenga,
Ib Madsen,
G. S. Makanin,
John Mallet-Paret,
Youri Manine,
Sibe Mardesic,
A. I. Markushevich,
Donald A. Martin,
Richard McGehee,
Henry P. McKean,
Richard Burt Melrose,
Jürgen Moser,
E. M. Nikishin,
N. K. Nikolskii,
Joachim A. Nitsche,
Sergei P. Novikov,
Robert Osserman,
Jacob Palis,
Roger Penrose,
Ilya Piatetski-Shapiro,
V. P. Platonov,
Claudio Procesi,
Paul H. Rabinowitz,
S. Ramanan,
Douglas Conner Ravenel,
P. A. Raviart,
Pal Revesz,
A. V. Roiter,
Gian-Carlo Rota,
Grzegorz Rozenberg,
Shoichiro Sakai,
A. A. Samarski,
Wilfried Schmid,
Goro Shimura,
Katsuhiro Shiohama,
A. N. Shiryayev,
Charles Coffin Sims,
Yakov Sinai,
Yum-Tong Siu,
Johannes Sjöstrand,
Henri Skoda,
Robert Irving Soare,
Andreï Sousline,
H. J. Sussmann,
Vidar Thomee,
William Paul Thurston,
Robert Tijdeman,
Kenji Ueno,
Dietmar Uhlig,
Jussi Vaisala,
Wilberd van der Kallen,
S. R. S. Varadhan,
Robert Charles Vaughan,
Nolan Wallach,
André Weil,
Alexander Weinstein,
Alexander D. Wentzell,
J. E. West,
Shing-Tung Yau,
Gregg Zuckerman

### 1983 Varsovie
Michael Aizenman,
Antonio Ambrosetti,
Anatoli N. Andrianov,
V. I. Arnol'd,
James Arthur,
Richard Askey,
John Macleod Ball,
Wolf Barth,
Alexander Beilinson,
Jean-Michel Bony,
Jean Bourgain,
David R. Brillinger,
Roger W. Brockett,
Vladimir Buslaev,
Luis Caffarelli,
Shiu-Yuen Cheng,
Gregory L. Cherlin,
D. M. Chibisov,
Frederick Ronald Cohen,
Ralph Louis Cohen,
B. E. J. Dahlberg,
Simon Kirwan Donaldson,
Bjorn Engquist,
Paul Erdős,
Gregory Eskin,
Tadeusz Figiel,
Wendell Helms Fleming,
Dominique Foata,
Jean-Marc Fontaine,
John Erik Fornaess,
Michael Hartley Freedman,
Hans Freudenthal,
William Fulton,
Jean-Yves Girard,
Roland Glowinski,
Gene Howard Golub,
R. L. Graham,
Robert Griess,
M. L. Gromov,
Joe Harris,
D. R. Heath-Brown,
Gennadi M. Henkin,
Nigel James Hitchin,
Christopher Hooley,
Wu-Chung Hsiang,
Shigeru Iitaka,
V. A. Iskovskih,
R. S. Ismagilov,
Tadeusz Iwaniec,
Jens Carsten Jantzen,
Peter Wilcox Jones,
Anthony Joseph,
Feng Kang,
Richard Karp,
B. S. Kasin,
G. G. Kasparov,
Anatole Katok,
Steven Paul Kerckhoff,
Harry Kesten,
Leonid Khatchian,
A. G. Khovanskii,
Sergiu Klainerman,
Hans-Wilhelm Knobloch,
Nancy Kopell,
A. B. Kurzanskii,
Yuri A. Kuznetsov,
Olga Ladyzhenskaya,
Andrzej Lasota,
Peter David Lax,
A. A. Letichevsky,
Wen-Hsiung Lin,
Pierre-Louis Lions,
Peter Albert Loeb,
László Lovász,
George Lusztig,
Wilhelm Müller,
Robert Duncan MacPherson,
Andrew Majda,
Paul Malliavin,
Benoît B. Mandelbrot,
Petr Mandl,
Ricardo Mane,
V. P. Maslov,
David William Masser,
Barry Mazur,
Yves Meyer,
Charles Anthony Micchelli,
Michał Misiurewicz,
Shigefumi Mori,
Arthur Ogus,
Alexander Yu. Olshanskii,
Toshio Oshima,
Konrad Osterwalder,
Rajagopalan Parthasarathy,
Boris Pavlov,
Aleksander Pelczynski,
Sergey Pinchuk,
Gilles Pisier,
Gordon Plotkin,
A. V. Pogorelov,
M. J. D. Powell,
Michael O. Rabin,
Kenneth Alan Ribet,
Claus Michael Ringel,
R. T. Rockafellar,
David Ruelle,
Mikio Sato,
Wolfgang M. Schmidt,
Richard M. Schoen,
George Roger Sell,
James Serrin,
Julius L. Shaneson,
Saharon Shelah,
Richard Arnold Shore,
Yum-Tong Siu,
A. O. Slisenko,
Christophe Soulé,
Richard Peter Stanley,
Daniel W. Stroock,
Yuri M. Svirezhev,
Leon Takhtajan,
Robert Endre Tarjan,
Bernard Teissier,
René Thom,
Karen Keskulla Uhlenbeck,
Leslie Gabriel Valiant,
J. H. van Lint,
Pierre van Moerbeke,
A. B. Venkov,
Michèle Vergne,
Ernest Vinberg,
 Oleg Yanovich Viro,
Dan-Virgil Voiculescu,
Jean-Loup Waldspurger,
Shinzō Watanabe,
S. L. Woronowicz,
Jerzy Zabczyk,
Vladimir E. Zakharov,
Efim Zelmanov,
B. I. Zilber

### 1986 Berkeley
A. B. Aleksandrov,
Hans Wilhelm Alt,
Taivo Arak,
Enrico Arbarello,
Maurice Auslander,
Tadeusz Balaban,
Hans Werner Ballmann,
Isabella Bashmakova,
Arnaud Beauville,
József Beck,
G. V. Belyi,
Jean-Michel Bismut,
Anders Björner,
Manuel Blum,
Walter Borho,
Mikhail V. Borovoi,
H. J. M. Bos,
Jean Bourgain,
Franco Brezzi,
Michel Broué,
Robert Bryant,
Gunnar Carlsson,
A. J. Casson,
David Catlin,
Sun-Yung Alice Chang,
Jeff Cheeger,
Alexandre Joel Chorin,
Herb Clemens,
Laurent Clozel,
Yves Colin de Verdière,
Jean-Louis Colliot-Thélène,
Alain Connes,
Germund Dahlquist,
Guy David,
Alexander Munro Davie,
M. H. A. Davis,
Louis de Branges,
Corrado de Concini,
Ronald J. DiPerna,
Simon Kirwan Donaldson,
Adrien Douady,
V. G. Drinfeld,
Jean-Pierre Eckmann,
Edward George Effros,
G. P. Egorychev,
Ya. M. Eliashberg,
Lawrence Craig Evans,
Gerd Faltings,
Jürg Fröhlich,
Péter Frankl,
I. B. Frenkel,
Pierre Gabriel,
Giovanni Gallavotti,
John B. Garnett,
Krzysztof Gawedzki,
Frederick William Gehring,
Stuart Geman,
Mariano Giaquinta,
Vitaly Ginzburg,
Efim D. Gluskin,
S. K. Godunov,
Dorian Goldfeld,
A. A. Gonchar,
J. V. Grabiner,
Christine Graffigne,
Dima Grigoriev,
M. L. Gromov,
Benedict Hyman Gross,
Uffe Haagerup,
Richard S. Hamilton,
R. M. Hardt,
Thomas W. Hawkins,
Dennis Arnold Hejhal,
Haruzo Hida,
Werner Hildenbrand,
Alexander Holevo,
Victor Ivrii,
Henryk Iwaniec,
M. V. Jakobson,
V. F. R. Jones,
Jürgen Jost,
Jean-Pierre Kahane,
Narendra Karmarkar,
David Kazhdan,
Alexander S. Kechris,
Carlos Eduardo Kenig,
H. V. Koch,
V. V. Kozlov,
R. E. Krichevsky,
N. G. Kruzhilin,
A. V. Kryazhimskii,
Nicolai V. Krylov,
Hiroshi Kunita,
Ivan A. K. Kupka,
Philip Caesar Kutzko,
Alistair H. Lachlan,
Oscar Erasmus Lanford III,
László Lempert,
Hendrik Willem Lenstra,
Thomas Milton Liggett,
Menachem Magidor,
Nikolai G. Makarov,
Yuri I. Manin,
John N. Mather,
William Hamilton Meeks, III,
Alexander Merkurjev,
Jean-François Mertens,
Haynes Miller,
Vitali Milman,
Tetsuji Miwa,
John Willard Morgan,
V. V. Nikulin,
Andrew Michael Odlyzko,
Steven Alan Orszag,
George C. Papanicolaou,
L. A. Pastur,
Mikhail G. Peretyatkin,
Yakov Pesin,
Nicholas Pippenger,
Vladimir L. Popov,
Frank Quinn,
A. A. Razborov,
John Rinzel,
Ernst Alfred Ruh,
Arnold Schönhage,
Vladimir Scheffer,
Richard Melvin Schoen,
Alexander Schrijver,
Jacob T. Schwartz,
Zbigniew Semadeni,
Caroline Series,
Paul D. Seymour,
Peter B. Shalen,
Adi Shamir,
Micha Sharir,
Saharon Shelah,
V. V. Shokurov,
A. V. Skorokhod,
Stephen Smale,
V. A. Solonnikov,
Thomas Spencer,
Elias M. Stein,
Charles Joel Stone,
Dennis Sullivan,
A. A. Suslin,
Floris Takens,
Clifford Taubes,
Tammo Tom Dieck,
Anthony Joseph Tromba,
Nina Uraltseva,
Eckart Viehweg,
David Alexander Vogan,
Gisbert Wüstholz,
Henry Christian Wente,
Alex Wilkie,
R. L. Wilson,
Edward Witten,
Thomas Hartwig Wolff,
Scott Andrew Wolpert,
W. Hugh Woodin,
Wu Wen-Tsun,
Victor Yakhot,
Don Zagier,
Eduard Zehnder,
Robert Jeffrey Zimmer

### 1990 Kyoto
Noga Alon,
Marcel Bökstedt,
László Babai,
Dan Barbasch,
Martin T. Barlow,
Rodney James Baxter,
Eric Douglas Bedford,
Spencer Bloch,
Lenore Blum,
Francis Bonahon,
César Camacho,
Peter J. Cameron,
Lennart Carleson,
Jon F. Carlson,
Alexandre L. Chistov,
Michael Christ,
Demetrios Christodoulou,
Ronald Raphael Coifman,
Stephen Arthur Cook,
Jean-Michel Coron,
Joachim Cuntz,
Persi Diaconis,
Roland L. Dobrushin,
Sergio Doplicher,
Richard Timothy Durrett,
Jean Ecalle,
Boris L. Feigin,
Joel Feldman,
Andreas Floer,
Kenji Fukaya,
Hillel Furstenberg,
Matthias Günther,
David Gabai,
Étienne Ghys,
Henri Gillet,
Shafi Goldwasser,
Thomas G. Goodwillie,
Cameron Gordon,
Rostislav Grigorchuk,
Karsten Grove,
Günter Harder,
Ami Harten,
Helmut Hofer,
Philip Holmes,
Annick Horiuchi,
Ehud Hrushovski,
Craig Huneke,
Martin Huxley,
Kiyoshi Igusa,
Yasutaka Ihara,
Mitsuru Ikawa,
Ju. S. Ilyashenko,
Alexander A. Ivanov,
Michio Jimbo,
Lowell E. Jones,
Vaughan F. R. Jones,
William Morton Kahan,
Alexander V. Karzanov,
Masaki Kashiwara,
Kazuya Kato,
Yujiro Kawamata,
Alexander R. Kemer,
János Kollár,
Victor Kolyvagin,
Shinichi Kotani,
Robert Krasny,
Igor Krichever,
Peter B. Kronheimer,
Antti Kupiainen,
Shigeo Kusuoka,
Jesper Lützen,
Gérard Laumon,
Robert Kendall Lazarsfeld,
Lucien Marie Le Cam,
Gilles Lebeau,
Fang-Hua Lin,
Pierre-Louis Lions,
László Lovász,
George Lusztig,
Colette Moeglin,
Andrew Joseph Majda,
Yuri I. Manin,
Grigory Margulis,
Olivier Mathieu,
Toshihiko Matsuki,
Dusa McDuff,
Curt McMullen,
Richard Burt Melrose,
Yves F. Meyer,
John J. Millson,
Masayasu Mimura,
Stanislav A. Molchanov,
Masatake Mori,
Shigefumi Mori,
Shigeyuki Morita,
Henri Moscovici,
Takafumi Murai,
Haruo Murakami,
Anatoly I. Neishtadt,
Yuri Valentinovich Nesterenko,
Sheldon E. Newhouse,
Adrian Ocneanu,
Takeo Ohsawa,
Michael V. Pimsner,
Sorin Teodor Popa,
Gopal Prasad,
David Preiss,
Vojtěch Rödl,
Stephen Rallis,
Mary Rees,
James Renegar,
Nicolai Reshetikhin,
Paul Calvin Roberts,
Klaus Wilhelm Roggenkamp,
Kyōji Saitō,
Morihiko Saito,
Leslie Saper,
Peter Clive Sarnak,
Pierre Schapira,
Albert Schwarz,
Graeme Segal,
Tetsuji Shioda,
Eugenii I. Shustin,
Nessim Sibony,
Israel Michael Sigal,
Carlos Tschudi Simpson,
Yakov G. Sinai,
Georges Skandalis,
Theodore Allen Slaman,
John R. Steel,
Joseph H. M. Steenbrink,
Michael Struwe,
Toshikazu Sunada,
Kanehisa Takasaki,
Michel Talagrand,
Éva Tardos,
Luc Tartar,
Michael E. Taylor,
Robert W. Thomason,
Carsten Thomassen,
Gang Tian,
Akihiro Tsuchiya,
Vladimir Turaev,
Karen Uhlenbeck,
Lou van den Dries,
Alexandre Varchenko,
Nicholas Theodore Varopoulos,
Paul Vojta,
Alexander Volberg,
Avi Wigderson,
S. L. Woronowicz,
Jean-Christophe Yoccoz,
Marc Yor,
Efim Zelmanov

### 1994 Zurich
Jeffrey Adams,
Andrei A. Agrachev,
Henning Haahr Andersen,
Michael T. Anderson,
Marco Avellaneda,
László Babai,
Victor Bangert,
Richard F. Bass,
James E. Baumgartner,
J. Thomas Beale,
Jean Bellissard,
A. A. Bolibruch,
Sergey V. Bolotin,
Richard Ewen Borcherds,
Jean Bourgain,
Michel Brion,
Marc Burger,
Colin J. Bushnell,
Kung Ching Chang,
Jean-Yves Chemin,
Fan R. K. Chung,
Philippe G. Ciarlet,
Phillip Colella,
Peter Constantin,
John Horton Conway,
Kevin Corlette,
Constantine Michael Dafermos,
Wolfgang Dahmen,
S. G. Dani,
Ingrid Daubechies,
Donald Andrew Dawson,
Jean-Pierre Demailly,
David L. Donoho,
David Drasin,
Noam Elkies,
George A. Elliott,
Gerd Faltings,
Giovanni Felder,
Hans Föllmer,
Jürg Fröhlich,
John Franks,
Edward Frenkel,
John B. Friedlander,
Zoltan Furedi,
Jürgen Gärtner,
Alexander Givental,
Oded Goldreich,
Gene H. Golub,
Robert Ernest Gompf,
Alexander Goncharov,
William Timothy Gowers,
Andrew Granville,
Manoussos G. Grillakis,
David Harbater,
Jan P. Hogendijk,
Michael Jerome Hopkins,
Deborah Hughes Hallett,
Uwe Jannsen,
David Jerison,
Mark Jerrum,
Jeffry Kahn,
Gil Kalai,
Nikolaos Kapouleas,
Joseph B. Keller,
Eugene Khruslov,
Eberhard Kirchberg,
Frances Kirwan,
Maxim Kontsevich,
Olga Ladyzhenskaya,
Jean Lannes,
H. Blaine Lawson,
Claude LeBrun,
François Ledrappier,
Tom Leighton,
Leonid Levin,
Jian-Shu Li,
Jun Li,
Elliott H. Lieb,
Pierre-Louis Lions,
Peter Littelmann,
Roberto Longo,
Alain Louveau,
Alexander Lubotzky,
John Edwin Luecke,
Mikhail Lyubich,
Zhi-Ming Ma,
Ricardo Mane,
Howard Masur,
Hiroshi Matano,
David W. McLaughlin,
Joyce R. McLaughlin,
Jean-François Mestre,
Yoichi Miyaoka,
Ngaiming Mok,
Greg Moore,
David R. Morrison,
Tomasz Mrowka,
Charles M. Newman,
Noam Nisan,
Madhav Vithal Nori,
Edward Wilfred Odell, Jr.,
Stanley Osher,
George Oster,
Étienne Pardoux,
Raman Parimala,
Karen Hunger Parshall,
K. R. Parthasarathy,
Grigori Perelman,
Edwin Arend Perkins,
Bernadette Perrin-Riou,
Benoit Perthame,
Duong Hong Phong,
Anand Pillay,
Carl Pomerance,
Pavel Pudlak,
Jean-Pierre Quadrat,
Michael Rapoport,
Marina Ratner,
Eliyahu Rips,
Raoul Robert,
Vladimir Rokhlin, Jr.,
Joachim H. Rubinstein,
Alexei N. Rudakov,
Dietmar Arno Salamon,
Jesús María Sanz-Serna,
Joel Schneider,
Erhard Scholz,
Gerald W. Schwarz,
Stephen W. Semmes,
Paul Seymour,
Julius L. Shaneson,
Jalal Shatah,
Mitsuhiro Shishikura,
Gordon Slade,
Wolfgang Soergel,
Christopher D. Sogge,
Eduardo D. Sontag,
Panagiotis E. Souganidis,
Joel Spencer,
Joel Spruck,
John Stillwell,
Stephan Stolz,
Andrei Suslin,
Vladimír Šverák,
Hiroshi Tanaka,
Clifford Taubes,
Richard Taylor,
Eugene Trubowitz,
Pekka Tukia,
Michel Van den Bergh,
S. R. S. Varadhan,
Victor A. Vassiliev,
Anatoly M. Vershik,
Marcelo Viana,
Claude Viterbo,
Dan-Virgil Voiculescu,
Claire Voisin,
Jean-Loup Waldspurger,
Antony J. Wassermann,
Sidney M. Webster,
Shmuel Weinberger,
Andrew Wiles,
Mariusz Wodzicki,
Jean-Christophe Yoccoz,
Lai-Sang Young

### 1998 Berlin
Miklós Ajtai, David Aldous, George E. Andrews, James Arthur, Michèle Artigue, Paul S. Aspinwall, Kari Astala, Marco Avellaneda, Victor V. Batyrev, Bonnie Berger, Vladimir G. Berkovich, Joseph Bernstein, Fabrice Bethuel, Gregory Beylkin, Jean-Michel Bismut, Eugene Bogomolny, Béla Bollobás, Maury Bramson, Detlev Buchholz, Dmitri Burago, Maria G. Bartolini Bussi, Jennifer Tour Chayes, Karine Chemla, Ivan Cherednik, F. Michael Christ, Tobias Colding, P. Collet, Pierre Colmez, William Cook, Maurizio Cornalba, Joseph Dauben, Miguel De Guzman, Aise Johan de Jong, Welington de Melo, Percy Deift, Christopher Deninger, Persi Diaconis, Robbert Dijkgraaf, Simon Donaldson, A.N. Dranishnikov, Andreas Dress, Boris Dubrovin, W. Duke, W. G. Dwyer, Yakov Eliashberg, L. H. Eliasson, Björn Engquist, Alex Eskin, Joan Feigenbaum, Ronald Fintushel, Matthew Foreman, András Frank, Michael Freedman, Mark Freidlin, Eric Friedlander, Giovanni Gallavotti, S. Gallot, Jayanta Ghosh, Antonio Giorgilli, Michel Goemans, F. Gotze, Yury Grabovsky, Gian Michele Graf, Francois Gramain, Jeremy Gray, Mark Green, Leslie Greengard, Ulf Grenander, Wolfgang Hackbusch, Peter Hall, Johan Håstad, Shuhei Hayashi, Frédéric Hélein, Michael Herman, Nigel Higson, Greg Hjorth, Bernard R. Hodgson, Helmut Hofer, Frank Hoppensteadt, Thomas Hou, Ehud Hrushovski, Gerhard Huisken, Gérard Iooss, Sergei V. Ivanov, Robert R. Jensen, Iain M. Johnstone, Dominic Joyce, William Kantor, Mikhaïl Kapranov, Yuri Kifer, Robert Kottwitz, Sergei B. Kuksin, Krystyna Kuperberg, François Labourie, Michael Lacey, Laurent Lafforgue, Alain-Sol Lascoux, Jean-François Le Gall, Donald John Lewis, Hans Lindblad, Joachim Lohkamp, Ian G. Macdonald, M. Machedon, Mark Mahowald, Stéphane Mallat, Gunter Malle, Jiří Matoušek, Pertti Mattila, Barry M. McCoy, Dusa McDuff, Curtis T. McMullen, Loïc Merel, Frank Merle, Vitali Milman, Graeme Milton, Tetsuji Miwa, Shinichi Mochizuki, Cathleen Synge Morawetz, Jürgen Moser, Shahar Mozes, Detlef Müller, Stefan Müller, Ludomir Newelski, Harald Niederreiter, Mogens Niss, Jorge Nocedal, Tomotada Ohtsuki, Hisashi Okamoto, Bob Oliver, George Papanicolaou, Charles S. Peskin, Sergey Pinchuk, Ulrich Pinkall, Gilles Pisier, Toniann Pitassi, Leonid Polterovich, Gustavo Ponce, Aleksandr V. Pukhlikov, William R. Pulleyblank, Rolf Rannacher, Idun Reiten, Jeremy Rickard, Aline Robert, Yongbin Ruan, Mikhail V. Safonov, Peter Sarnak, Hans Peter Schlickewei, Roberto H. Schonmann, Alexander Schrijver, Kristian Seip, Vera Serganova, Aner Shalev, Peter Shor, David Siegmund, Karl Sigmund, Neil Sloane, Feodor A. Smirnov, David A. Smith, Hart F. Smith, Hans-Georg Steiner, Ronald J. Stern, James Stigler, Jan-Olov Stromberg, Madhu Sudan, Grzegorz Swiatek, Alain-Sol Sznitman, Michel Talagrand, Clifford Taubes, Joseph A. Thas, Stevo Todorčević, Nicole Tomczak-Jaegermann, Lloyd N. Trefethen, Boris Tsirelson, Takeshi Tsuji, Gunther Uhlmann, Cumrun Vafa, Marcelo Viana, Vinicio Villani, Kari Vilonen, Vladimir Voevodsky, Stephen Wainger, Minoru Wakimoto, Emo Welzl, Alex Wilkie, Jan Camiel Willems, Ruth J. Williams, Zhihong Xia, D. Yafaev, Horng-Tzer Yau, Andrei Zelevinsky, Shou-Wu Zhang, Joachem Zowe.

### 2002 Pékin
Semyon Alesker, Noga Alon, Luigi Ambrosio, Ben Andrews (en), Douglas N. Arnold, Sanjeev Arora, Hajer Bahouri, Deborah Loewenberg Ball, Imre Bárány, Robert Bartnik, Gérard Ben Arous, Michael Benedicks, Jean Bertoin, Mladen Bestvina, P. Biane, P. Bickel, S. Bigelow, Paul Biran, Dietmar Bisch, Aart Blokhuis, Erwin Bolthausen, Christian Bonatti, Alexei Bondal, Umberto Bottazzini, Elisabeth Bouscaren, Hubert Bray, Yann Brenier, Alberto Bressan, Jean Bricmont, L. D. Brown, Luis Caffarelli, Sun-Yung Alice Chang, Yu. V. Chekanov, Jean-Yves Chemin, Mu-Fa Chen, Xiuxiong Chen, Alain Chenciner, James W. Cogdell, Albert Cohen, Henri Cohen, Gérard Cornuéjols, Patrick Delorme, James Demmel, Jan Denef, Weiyue Ding, David Donoho, Jean-Luc Dorier, Michael R. Douglas, E Weinan, Jean-Pierre Eckmann, Moritz Epple, Alexandre Eremenko, Hélène Esnault, Pavel Etingof, Ludvig Faddeev, Uriel Feige, Eduard Feireisl, Bernold Fiedler, Philippe Flajolet, Jean-Marc Fontaine, Giovanni Forni, Dan Freed, Mikio Furuta, Dennis Gaitsgory, Liming Ge, Emmanuel Giroux, Moti Gitik, Shafi Goldwasser, L. Gottsche, Lei Guo, Uffe Haagerup, Thomas Hales, V. L. Hansen, Michael Harris, Juha Heinonen, Lars Hesselholt, Jiaxing Hong, Michael Hopkins, Kentaro Hori, Celia Hoyles, Hesheng Hu, A. Huber, Russell Impagliazzo, Eleny-Nicole Ionel, Hans Niels Jahnke, Svetlana Jitomirskaya, K. Johansson, Victor Kac, Gabriele Kaiser, Ravindran Kannan, Nicole El Karoui, Kazuya Kato, Carlos E. Kenig, Harry Kesten, T. Kilpelainen, G. Kings, Frances Kirwan, Alexander Klyachko, Toshiyuki Kobayashi, Nancy Kopell, Stephen S. Kudla, Laurent Lafforgue, Vincent Lafforgue, D Lascar, R. Latala, Greg Lawler, Nicolas Lerner, Frederick Leung, Marc Levine, P. Li, YanYan Li, Nati Linial, Kefeng Liu, Tai-Ping Liu, Yiming Long, Mitchell Luskin, Vladimir Mazya, Michael Liam McQuillan, Vikram Bhagvandas Mehta, Eckhard Meinrenken, A. Mielke, Nitsa Movshovitz-Hadar, Shigeru Mukai, David Mumford, Bruno Nachtergaele, Hiraku Nakajima, Maxim Nazarov, Nikita A. Nekrasov, M. Noumi, D. Orlov, Felix Otto, R. Pandharipande, Yuval Peres, A. Petrunin, Ilya Piatetski-Shapiro, Richard Pink, Agoston Pisztora, Cheryl Praeger, Enrique Pujals, Anjing Qu, Alfio Quarteroni, R. Rannacher, Ran Raz, Bruce Reed, Miles Reid, Y. Ritov, Tristan Joel Riviere, Tom Romberg, Xiaochun Rong, Markus Rost, Karl Rubin, Daniel J. Rudolph, T. Ryden, Vadim Schechtman, C. Schwab, Richard Schwartz, Paul Seidel, Zlil Sela, James Sethian, Freydoon Shahidi, L. Shilnikov, Yum-Tong Siu, J. Smillie, Terry Speed, Daniel Spielman, J.T. Stafford, Eitan Tadmor, Dmitry Tamarkin, Daniel Tătaru, Richard Taylor, Peter Teichner, C. Thiele, Gang Tian, Ulrike Tillmann, B. Totaro, Craig A. Tracy, D. Treschev, Emmanuel Ullmo, Marie-France Vignéras, Schicheng Wang, Xu-Jia Wang, Brian Cabell White, Peter Winkler, Edward Witten, Maciej P. Wojtkowski, W. Hugh Woodin, Trevor Wooley, Sijue Wu, Shutie Xiao, Zhouping Xin, Jia-An Yan, Ivan Yaschenko, A. Yu. Zaitsev, O. Zeitouni, Steve Zelditch, Weiping Zhang, Xiangyu Zhou, Günter M. Ziegler, Maciej Zworski.

### 2006 Madrid
Oleg N. Ageev, Ian Agol, Manindra Agrawal, Valery Alexeev, Michèle Artigue, Franck Barthe, Alexander Barvinok, Vitaly Bergelson, Roman Bezrukavnikov, Manjul Bhargava, Stefano Bianchini, Mario Bonk, Vivek Borkar, Jean-Benoît Bost, Mireille Bousquet-Mélou, Anton Bovier, Stephen P. Boyd, Alexander Braverman, Simon Brendle, Tom Bridgeland, Martin Bridson, Russel E. Caflisch, Emmanuel Candès, Vicent Caselles, Alberto S. Cattaneo, Raphaël Cerf, Ching-Li Chai, Zhiming Chen, Shiu-Yuen Cheng, Yvonne Choquet-Bruhat, Leo Corry, William Crawley-Boevey, Henri Darmon, Rafael de la Llave, Jan de Lange, Ehud de Shalit, Percy Deift, Jean-Pierre Demailly, Amir Dembo, Bernard Derrida, Ronald DeVore, Dmitry Dolgopyat, Peter Donnelly, Rod Downey, Marcus du Sautoy, Ricardo G. Durán, Nira Dyn, Lawrence Ein, Yakov Eliashberg, K. David Elworthy, Oleg Yu. Emanouilov, Jianqing Fan, Kazuhiro Fujiwara, Patrick Gérard, Bert Gerards, Robert Ghrist, Étienne Ghys, François Golse, Martin Grötschel, Tom Graber, Gian Michele Graf, Ben Joseph Green, Michael Griebel, Ian Grojnowski, Fritz Grunewald, Niccolo Guicciardini, Alice Guionnet, Max Gunzburger, Matthew Gursky, Mark Haiman, Richard S. Hamilton, Guy Henniart, Steve Hofmann, Alexander Holevo, Ko Honda, Jun-Muk Hwang, Hitoshi Ishii, Henryk Iwaniec, Iain M. Johnstone, Vadim Kaloshin, Michael Kapovich, Kazuya Kato, Bernhard Keller, Petar Kenderov, Mikhaïl Khovanov, Jeong Han Kim, Boáz Klartag, Jon Kleinberg, Bruce Kleiner, Robert V. Kohn, Sergei Konyagin, Bryna Kra, Steven Lalley, François Lalonde, Gérard Laumon, Claude Le Bris, Patrice Le Calvez, Yves Le Jan, Pengyee Lee, Randall J. LeVeque, David Levermore, Elon Lindenstrauss, Peter McCullagh, Philippe Michel, Grigory Mikhalkin, William Minicozzi II, Yair Minsky, Nicolas Monod, Fabien Morel, Bienvenido Nebres, Itay Neeman, Arkadi Nemirovski, Ngô Bảo Châu, Wiesława Nizioł, Martin Nowak, David Nualart, Yong-Geun Oh, Andrei Okounkov, Kaoru Ono, E.M. Opdam, Konrad Osterwalder, Narutaka Ozawa, Peter Ozsváth, Dominique Picard, Sorin Popa, Mario Pulvirenti, Alfio Quarteroni, Anthony Ralston, Michael Rathjen, Omer Reingold, Igor Rodnianski, Mikael Rordam, Antonio Ros, Linda Preiss Rothschild, Tim Roughgarden, Raphaël Rouquier, Ronitt Rubinfeld, Imre Z. Ruzsa, Francisco Santos, Mark Sapir, Ovidiu Savin, Thomas Scanlon, William Schmidt, Xiaobo Liu, Tomasz Łuczak, Toshiki Mabuchi, Yvon Maday, Ib Madsen, Jean-Michel Maillet, Marcos Marito, Peter Schneider (de), Oded Schramm, Christoph Schweigert, Akos Seress, Sylvia Serfaty, Yehuda Shalom, Michael Shub, Alan Siegel, Christopher Skinner, Stanislav Smirnov, Agata Smoktunowicz, Avraham Soffer, David Soudry, Birgit Speh, T. A. Springer, Olof Staffans, Richard P. Stanley, Emil Straube, Endre Süli, Zoltán Szabó, Stanisław Szarek, Anders Szepessy, Terence Tao, Vladimir Temlyakov, Tomohide Terasoma, Chuu-Lian Terng, Robin Thomas, Simon Thomas, Xavier Tolsa, Luca Trevisan, Neil Trudinger, Yuri Tschinkel, Eric Urban, Juan Luis Vázquez, Arjan Van der Schaft, Vinayak Vatsal, Luis Vega, Juan L. Veläzquez, Michèle Vergne, Cédric Villani, Karen Vogtmann, Wendelin Werner, Paul Wiegmann, Avi Wigderson, Burhard Wilking, Jaroslaw Wlodarczyk, Hung-Hsi Wu, Guoliang Yu, Anton Zorich, Enrique Zuazua.

### 2010 Hyderabad
Jill Adler, Dorit Aharonov, David Aldous, Marie-Claude Arnaud, Denis Auroux, Artur Avila, Peter Bürgisser, Ellen Baake, Ramachandran Balasubramanian, Paul Balmer, Prakash Belkale, Itai Benjamini, David J Benson, Patrick Bernard, Louis Billera, Alexei Borodin, Arup Bose, Christophe Breuil, Xavier Buff, Nicolas Burq, Probal Chaudhuri, Shuxing Chen, Chong-Qing Cheng, Arnaud Chéritat, Bernardo Cockburn, Fernando Codá Marques, Henry Cohn, Gonzalo Contreras, Jean-Michel Coron, Kevin Costello, Marianna Csörnyei, E.N. Dancer, Camillo De Lellis, Manuel del Pino, Freddy Delbaen, Frank den Hollander, Nils Dencker, Irit Dinur, Cynthia Dwork, Manfred Leopold Einsiedler, Anna Erschler, Alex Eskin, Steven N. Evans, Isabel Fernández, Sergey Fomin, Hélène Frankowska, Jixiang Fu, Hillel Furstenberg, Nicola Fusco, David Gabai, Damien Gaboriau, Sara van de Geer, William Goldman, Iain Gordon, Ralph Greenberg, Jesper Grodal, Venkatesan Guruswami, Larry Guth, Christopher Hacon, Ursula Hamenstädt, Roger Heath-Brown, Thomas J.R. Hughes, Michael Hutchings, Daniel Huybrechts, Alexander R. Its, Sergueï Ivanov, Satoru Iwata, Masaki Izumi, Tadeusz Januszkiewicz, Peter Jones, Dmitry Kaledin, Anton Kapustin, Nikita Karpenko, Kiran S. Kedlaya, Carlos Kenig, Chandrashekhar B. Khare, Subhash Khot, Mark Kisin, Tinne Hoff Kjeldsen, Pekka Koskela, Arno Kuijlaars, Shrawan Kumar, Karl Kunisch, Antti Kupiainen, Wolfgang Lück, Mark Lackenby, Sergey Lando, Erez Lapid, Yoram Last, Bernard Leclerc, Chiu-Chu Melissa Liu, Ivan Losev, Jacob Lurie, Xiaonan Ma, Philip K. Maini, Matilde Marcolli, Peter A. Markowich, Gaven Martin, Vieri Mastropietro, Brendan McKay, James McKernan, Pablo Mira, Maryam Mirzakhani, Justin Tatch Moore, Sophie Morel, Alexander Nabutovsky, Nikolaï Nadirashvili, Assaf Naor, Fedor Nazarov, Jaroslav Nešetřil, Yurii Nesterov, Claudia Neuhauser, Ngô Bảo Châu, Andre Nies, Ricardo Horatio Nochetto, Hee Oh, Stanley Osher, Frank Pacard, Raman Parimala, Jongil Park, Pablo A. Parrilo, A.N. Parshin, Mihai Paun, Peng Shige, Ya'acov Peterzil, Kim Plofker, Jeremy Quastel, Eric Rains, Zinovy Reichstein, Idun Reiten, Nicolai Reshetikhin, Oliver Riordan, Federico Rodriguez Hertz, Mark Rudelson, Shūji Saitō, Takeshi Saito, Omri Sarig, Norbert Schappacher, Richard Schoen, Frank-Olaf Schreyer, Christof Schuette, Gregory Seregin, Nimish A. Shah, Qi-Man Shao, Alexander Shapiro, Scott Sheffield, Zuowei Shen, Dimitri Shlyakhtenko, Alexander Shnirelman, Mikhail Sodin, Kannan Soundararajan, Daniel Spielman, Herbert Spohn, Vasudevan Srinivas, Sergei Starchenko, Andrys Stipsicz, Catharina Stroppel, Benny Sudakov, Venapally Suresh, Richard Thomas, Tatiana Toro, Nizar Touzi, Dmitry Turaev, Salil Vadhan, Stefaan Vaes, Benno Van Dalen, Aad Van der Vaart, S.R. Srinivasa Varadhan, T. N. Venkataramana, Akshay Venkatesh, Roman Vershynin, Claire Voisin, Robert Weismantel, Jean-Yves Welschinger, Katrin Wendland, Mary Wheeler, Amie Wilkinson, Jean-Pierre Wintenberger, W. Hugh Woodin, Jinchao Xu, Zongben Xu, Takao Yamaguchi, Xu Zhang, Xunyu Zhou.

### 2014 Séoul
Rémi Abgrall, Mohammed Abouzaid, Ian Agol, Anton Alekseev, Nicolás Andruskiewitsch, Konstantin Ardakov, James Arthur, Joseph Ayoub, Viviane Baladi, Weizhu Bao, Boaz Barak, Kai Behrend, Mikhail Belolipetsky, Georgia Benkart, Yves Benoist, Manjul Bhargava, Olivier Biquard, Alexei Borodin, Andrea Braides, Mark Braverman, Emmanuel Breuillard, Franco Brezzi, Francis Brown, Jonathan Brundan, Annalisa Buffa, Andrei Bulatov, Eric Cances, Emmanuel Candès, Sourav Chatterjee, Zoé Chatzidakis, Luigi Chierchia, Demetrios Christodoulou, Maria Chudnovsky, Julia Chuzhoy, David Conlon, Guillermo Cortinas, Ivan Corwin, Sylvain Crovisier, Mihalis Dafermos, Panagióta Daskalopoúlou, Bertrand Duplantier, Yalchin Efendiev, Friedrich Eisenbrand, Matthew Emerton, Michael Entov, László Erdős, Bertrand Eynard, Fuquan Fang, Ilijas Farah, Benson Farb, Albert Fathi, Alessio Figalli, Vladimir Fock, Jacob Fox, Alan M. Frieze, Alexander Furman, Søren Galatius, Isabelle Gallagher, Wee Teck Gan, Craig Gentry, Anton Gerasimov, Étienne Ghys, Anna C. Gilbert, Daniel Goldston, Ben Joseph Green, Geoffrey Grimmett, Mark Gross, Robert Guralnick, Seung-Yeal Ha, Martin Hairer, Michael Harris, Harald Helfgott, Michael Hill, Nancy Hingston, Kengo Hirachi, Jun-Muk Hwang, Tuomas Hytönen, Robert Jerrard, Jeremy Kahn, Seok-Jin Kang, Martin Kassabov, Nets Katz, Rinat Kedem, Olga Kharlampovich, Bumsig Kim, Byunghan Kim, Alexander Kleshchev, János Kollár, Michael Krivelevich, Daniela Kühn, Takashi Kumagai, Alexander Kuznetsov, Izabella Łaba, Kenneth Lange, Monique Laurent, Jean-François Le Gall, Michel Ledoux, Ki-Ahm Lee, Adrian Lewis, Tao Li, Chang-Shou Lin, François Loeser, Russell Lyons, Terry Lyons, Mikhail Lyubich, Andrea Malchiodi, Adam W. Marcus, Jens Marklof, Vladimir Marković, Fernando Codá Marques, Davesh Maulik, Robert J. McCann, Frank Merle, Alexei Miasnikov, John Milnor, Maryam Mirzakhani, Takurō Mochizuki, Antonio Montalbán, Carlos Gustavo Moreira, Jean-Michel Morel, Mircea Mustaţă, Aaron Naber, André Neves, Barbara Niethammer, Marc Noy, Ryan O'Donnell, Keiji Oguiso, Grigori Olshanski, Hinke Osinga, Deryk Osthus, Victor Ostrik, Yaron Ostrover, János Pach, Sandrine Péché, Benoit Perthame, Jonathan Pila, János Pintz, Gabriella Pinzari, Jill Pipher, Mark Pollicott, Han Qi, Pierre Raphael, Andrei S. Rapinchuk, Batmanathan Dayanand Reddy, Bertrand Rémy, Nicolas Ressayre, Charles Rezk, Hans Ringström, Luc Robbiano, Vojtěch Rödl, John Rognes, Pierre Rouchon, Zeev Rudnick, Laure Saint-Raymond, Tom Sanders, Thomas Schick, Wilhelm Schlag, Peter Scholze, Robert Seiringer, Timo Seppäläinen, Vera Serganova, Natasa Sesum, Samson Shatashvili, Weixiao Shen, Chi-Wang Shu, Vladas Sidoravicius, Bernd Siebert, Reinhard Siegmund-Schultze, Luis Silvestre, Karen Smith, Sasha Sodin, Slawomir Solecki, Roland Speicher, Daniel Spielman, Nikhil Srivastava, Angelika Steger, Andrew Stuart, Jérémie Szeftel, Gábor Székelyhidi, László Székelyhidi, Denis Talay, Constantin Teleman, Jörg Teschner, Yukinobu Toda, Bertrand Toën, Peter Topping, Dominique Tournes, Masato Tsujii, Alexandre Tsybakov, Sebastian van Strien, Michela Varagnolo, Eric Vasserot, Andras Vasy, Mikhail Verbitsky, Bálint Virág, Van H. Vu, Martin Wainwright, Jean-Loup Waldspurger, Juncheng Wei, Stefan Wenger, Ryan Williams, Daniel Wise, Trevor Wooley, Sergey Yekhanin, Cem Yıldırım, Jiongmin Yong, Shih-Hsien Yu, Ya-xiang Yuan, Umberto Zannier, Thaleia Zariphopoulou, Yitang Zhang, Günter M. Ziegler, Tamar Ziegler.

### 2018 Rio de Janeiro
Dan Abramovich, Andris Ambainis, Luigi Ambrosio, Nalini Anantharaman, Fabrizio Andreatta, Yves André, Tomoyuki Arakawa, Carolina Araújo, Spiros Argyros, Sanjeev Arora, Matthias Aschenbrenner, László Babai, József Balogh, Arthur Bartels, Alexandre Belavine, Nicolas Bergeron, Bo Berndtsson, Andrea Bertozzi, Caucher Birkar, Christopher Bishop, Jairo Bochi, Mariana Bosch, Sem Borst, Sébastien Boucksom, Paul Bourgade, Lewis Bowen, Peter Bühlmann, Raimund Bürger, Serge Cantat, Lucia Caporaso, Manuel Castro, Dmitry Chelkak, Jungkai Alfred Chen, Meng Chen, Diego Córdoba, Pierre Degond, Jean-Marc Delort, Laura DeMarco, Ciprian Demeter, Lorenzo J. Díaz, Simon Donaldson, Lou van den Dries, Qiang Du, Hugo Duminil-Copin, Tobias Ekholm, Selim Esedoglu, Maria Esteban, Ruy Exel, Mouhamed Moustapha Fall, Bassam Fayad, Laurent Fargues, Michael Finkelberg, Philippe Di Francesco, Koji Fujiwara, Vyacheslav Futorny, Christof Geiß, Tsachik Gelander, Yoshikazu Giga, Mike Giles, Catherine Goldstein, Sébastien Gouëzel, Massimiliano Gubinelli, Colin Guillarmou, Paul Hacking, Richard Haydon, Xuhua He, Joeris van der Hoeven, Michael Hochman, June Huh, Piotr Indyk, Adrian Ioana, Adrian Iovita, Osamu Iyama, Pierre-Emmanuel Jabin, Stephen Jackson, Richard James, Shi Jin, Bill Johnson, Bernardo Uribe Jongbloed, Michael I. Jordan, Yael Tauman Kalai, Noureddine El Karoui, Rinat Kashaev, Fanny Kassel, Neeraj Kayal, Moritz Kerz, Gil Kalai, Yasuyuki Kawahigashi, Peter Keevash, Richard Kenyon, Jong Hae Keum, Konstantin Khanin, Alexander Kiselev, Jochen Koenigsmann, Ulrich Kohlenbach, Vladimir Koltchinskii, Andrés Koropecki, Raphael Krikorian, Peter Kronheimer, Wojciech Kucharz, Krzysztof Kurdyka, Vincent Lafforgue,Claudio Landim, Matti Lassas, Jean Bernard Lasserre, Greg Lawler, Liza Levina, Robert Lipshitz, Carlangelo Liverani, Alexandre Logounov, Helena Nussenzveig Lopes, Christian Lubich, Alex Lubotzky, Aleksander Madry, Mohamed Majdoub, Eugenia Malinnikova, Maryanthe Malliaris, Ciprian Manolescu, Yvan Martel, Nader Masmoudi, András Mathé, Kaisa Matomäki, James Maynard, Mahan Mj, Svitlana Mayboroda, Jason P. Miller, Siddhartha Mishra, Martin Möller, Andrea Montanari, Carlos Gustavo Moreira, Robert Morris, Clément Mouhot, Tom Mrowka, Ritabrata Munshi, Emmy Murphy, Assaf Naor, Meysam Nassiri, Sonia Natale, Andrés Navas, András Némethi, Stéphane Nonnenmacher, Andrei Okounkov, Denis Osin, Igor Pak, Rahul Pandharipande, Ivan Panin, Georgios Pappas, John Pardon, Byeong U. Park, Stefanie Petermichl, Mamokgethi Phakeng, Guido De Philippis, Vincent Pilloni, Jan von Plato, Alexei Poltoratski, Bjorn Poonen, Mihnea Popa, Alexander Postnikov, Rafael Potrie, Dipendra Prasad, Feliks Przytycki, Luis Radford, Maksym Radziwill, Prasad Raghavendra, Alan Reid, Benjamin Rossman, Tatiana Roque, David E. Rowe, Claudia Sagastizábal, Pedro Salomão, Wojciech Samotij, Sucharit Sarkar, Olivier Schiffmann, Benjamin Schlein, Peter Scholze, Sylvia Serfaty, Mariya Shcherbina, Amit Singer, Allan Sly Ivan Smith, David Steurer, Song Sun, Balázs Szegedy, Yuji Tachikawa, Tao Tang, Gábor Tardos, Jonathan Taylor, Andreas Thom, Rekha Thomas, Dinh Tien-Cuong, Pham Huu Tiep, Philippe Toint, Fabio Toninelli, Anna-Karin Tornberg, Bálint Tóth, Emmanuel Trélat, Jacob Tsimerman, Virginia Vassilevska Williams, Akshay Venkatesh, Maryna Viazovska, Eva Viehmann, Miguel Walsh, Simone Warzel, Anna Wienhard, Geordie Williamson, Thomas Willwacher, Wilhelm Winter, Barbara Wohlmuth, Nicholas Wormald, Chenyang Xu, Jiangong You, Lai-Sang Young, Zhiwei Yun, Pingwen Zhang, Wei Zhang,

### 2022 Congrès virtuel
Miklós Abert, Mina Aganagić, Federico Ardila, Aravind Asok, Francis Bach, Gang Bao, Bhargav Bhatt, Jinho Baik, Marina-Florina Balcan, Keith Ball, Richard Bamler, Nikhil Bansal, June Barrow-Green, Roland Bauerschmidt, Arend Bayer, Jacob Bedrossian, Jacob Bekenstein, Marsha Berger, Michel Van den Bergh, Robert Berman, Mladen Bestvina, Raphaël Beuzart-Plessis, Gal Binyamini, Thierry Bodineau, Julia Boettcher, Mark Braverman, Sonja Brentjes (Conférence du prix May), Aaron Brown, Regina Burachik, Martin Burger, Kevin Buzzard, Danny Calegari, Frank Calegari, Pierre-Emmanuel Caprace, Ana Caraiani, Pierre Cardaliaguet, Coralia Cartis, Jon Chaika, Jennifer Tour Chayes, Kai Cieliebak, Tobias Colding, Benoit Collins, Yu Hong Dai, Samit Dasgupta, Francois Delarue, Camillo De Lellis, Mark Demers, Jian Ding, Bin Dong, Natasha Dobrinen, Xiumin Du, Julien Dubedat, Romain Dujardin, Hugo Duminil-Copin, Semyon Dyatlov, Cynthia Dwork, Alexandre Efimov, Ronen Eldan, Alison Etheridge, Barbara Fantechi, Jean Fasel, Evgeny Feigin, David Fisher, Irene Fonseca, Rupert Frank, Tadashi Funaki, Ehud Friedgut, Ofer Gabber, Alexander Gamburd, Craig B. Gentry, Penka Georgieva, Alessandro Giuliani, Patricia Gonçalves, Georges Gonthier, Alice Guionnet, Neena Gupta, Larry Guth, Ewaine Gwynne, Philipp Habegger, Matthew Hastings, Tamas Hausel, Jan S. Hesthaven, Nicholas J. Higham, Peter Hintz, Gustav Holzegel, Jennifer Hom, Cyril Houdayer, June Huh, Atsushi Ichino, Annette Imhausen, Alexandru D. Ionescu, Hiroshi Iritani, Stefanie Jegelka, Svetlana Jitomirskaya, Mahesh Kakde, Tasho Kaletha, Joel Kamnitzer, Hyeonbae Kang, Syu Kato, Tali Kaufman, David Kazhdan, Bruce Kleiner, Bruno Klingler, Allen Knutson, Zico Kolter, Dimitris Koukoulopoulos, Karol Kozlowski, Igor M. Kritschewer, Gitta Kutyniok, Alexander Kuznetsov, Hubert Lacoin, Michael Larsen, Francois Le (Montucla Prize Lecture), Mariusz Lemanczyk, Oleg Lepski, Marc Levine, Mathieu Lewin, Chi Li, Elliott Lieb, Huijia Lin (Rachel Lin), Gang Liu, Yi Liu, David Loeffler, Michael Loss, Qi Lü,  Gabor Lugosi, Jonathan Luk, Emanuele Macri, Kathryn Mann, Andrew Marks, James Maynard, Mark Mclean, Sylvie Méléard, Roman Mikhailov, Amir Mohammadi, Elchanan Mossel, Kenji Nakanishi, Alexander Nazarov, Amnon Neeman, Jelani Nelson, Richard Nickl, Thomas Nikolaus, Sergey Norin, Isabella Novik, Dmitry Novikov, Yoshiko Ogata, Asu Ozdaglar, Dmitry Panchenko, Irena Peeva, Galina Perelman, Lillian B. Pierce, Aaron Pixton, Malabika Pramanik, Frans Pretorius, Michela Procesi, Yuri Prokhorov (Juri Gennadjewitsch Prochorow), Christine Proust (Conférence du prix May), Kavita Ramanan, Krishnamurthi Ramasubramanian, Oscar Randal-Williams, Jacob Rasmussen, Oded Regev, Daniel Remenik, Clara Grima Ruiz, Muli Safra, Laure Saint-Raymond, Yiannis Sakellaridis, Mikael de la Salle, Laurent Saloff-Coste, Mathias Schacht, Gideon Schechtman, Bernhard Schölkopf, Richard Evan Schwartz, Alexander Scott, Anna Sfard, Peng Shan, Asaf Shapira, Scott Sheffield, Sug Woo Shin, Pablo Shmerkin, David Silver, Joseph Silverman, Charles Smart, Jan Philip Solovej, Kannan Soundararajan, Brigitte Stenhouse Miklós Abert, Mina Aganagić, Federico Ardila, Aravind Asok, Francis Bach, Gang Bao, Bhargav Bhatt, Jinho Baik, Marina-Florina Balcan, Keith Ball, Richard Bamler, Nikhil Bansal, June Barrow-Green, Roland Bauerschmidt, Arend Bayer, Jacob Bedrossian, Jacob Bekenstein, Marsha Berger, Michel Van den Bergh, Robert Berman, Mladen Bestvina, Raphaël Beuzart-Plessis, Gal Binyamini, Thierry Bodineau, Julia Boettcher, Mark Braverman, Sonja Brentjes (Conférence du prix May), Aaron Brown, Regina Burachik, Martin Burger, Kevin Buzzard, Danny Calegari, Frank Calegari, Pierre-Emmanuel Caprace, Ana Caraiani, Pierre Cardaliaguet, Coralia Cartis, Jon Chaika, Jennifer Tour Chayes, Kai Cieliebak, Tobias Colding, Benoit Collins, Yu Hong Dai, Samit Dasgupta, François Delarue, Camillo De Lellis, Mark Demers, Jian Ding, Bin Dong, Natasha Dobrinen, Xiumin Du, Julien Dubedat, Romain Dujardin, Hugo Duminil-Copin, Semyon Dyatlov, Cynthia Dwork, Alexandre Efimov, Ronen Eldan, Alison Etheridge, Barbara Fantechi, Jean Fasel, Evgeny Feigin, David Fisher, Irene Fonseca, Rupert Frank, Tadashi Funaki, Ehud Friedgut, Ofer Gabber, Alexander Gamburd, Craig B. Gentry, Penka Georgieva, Alessandro Giuliani, Patricia Gonçalves, Georges Gonthier, Alice Guionnet, Neena Gupta, Larry Guth, Ewaine Gwynne, Philipp Habegger, Matthew Hastings, Tamas Hausel, Jan S. Hesthaven, Nicholas J. Higham, Peter Hintz, Gustav Holzegel, Jennifer Hom, Cyril Houdayer, June Huh, Atsushi Ichino, Annette Imhausen, Alexandru D. Ionescu, Hiroshi Iritani, Stefanie Jegelka, Svetlana Jitomirskaya, Mahesh Kakde, Tasho Kaletha, Joel Kamnitzer, Hyeonbae Kang, Syu Kato, Tali Kaufman, David Kazhdan, Bruce Kleiner, Bruno Klingler, Allen Knutson, Zico Kolter, Dimitris Koukoulopoulos, Karol Kozlowski, Igor M. Kritschewer, Gitta Kutyniok, Alexander Kuznetsov, Hubert Lacoin, Michael Larsen, Francois Le (Montucla Prize Lecture), Mariusz Lemanczyk, Oleg Lepski, Marc Levine, Mathieu Lewin, Chi Li, Elliott Lieb, Huijia Lin (Rachel Lin), Gang Liu, Yi Liu, David Loeffler, Michael Loss, Qi Lü, Gabor Lugosi, Jonathan Luk, Emanuele Macri, Kathryn Mann, Andrew Marks, James Maynard, Mark Mclean, Sylvie Méléard, Roman Mikhailov, Amir Mohammadi, Elchanan Mossel, Kenji Nakanishi, Alexander Iljitsch Nasarow (Alexander I. Nazarov), Amnon Neeman, Jelani Nelson, Richard Nickl, Thomas Nikolaus, Sergey Norin, Isabella Novik, Dmitry Novikov, Yoshiko Ogata, Asu Ozdaglar, Dmitry Panchenko, Irena Peeva, Galina Perelman, Lillian B. Pierce, Aaron Pixton, Malabika Pramanik, Frans Pretorius, Michela Procesi, Yuri Prokhorov, Christine Proust (Conférence du prix May), Kavita Ramanan, Krishnamurthi Ramasubramanian, Oscar Randal-Williams, Jacob Rasmussen, Oded Regev, Daniel Remenik, Clara Grima Ruiz, Muli Safra, Laure Saint-Raymond, Yiannis Sakellaridis, Mikael de la Salle, Laurent Saloff-Coste, Mathias Schacht, Gideon Schechtman, Bernhard Schölkopf, Richard Evan Schwartz, Alexander Scott, Anna Sfard, Peng Shan, Asaf Shapira, Scott Sheffield, Sug Woo Shin, Pablo Shmerkin, David Silver, Joseph Silverman, Charles Smart, Jan Philip Solovej, Kannan Soundararajan, Brigitte Stenhouse (Montucla Prize Lecture), Catharina Stroppel, Bernd Sturmfels, Binyong Sun, Ola Svensson, Iskander Taimanov, Gabriella Tarantello, Tian Ye, Konstantin Tikhomirov, Marius Tucsnak, Corinna Ulcigrai, Eric Vanen-Eijnden, Peter Varju, Umesh Vazirani, Maryna Viazovska, Vlad Vicol, Thomas Vidick, Marie-France Vignéras, Nathalie Wahl, Guozhen Wang, Lu Wang, Weiquiang Wang, Rachel Ward, Weinan E, Barak Weiss, Stuart White, Lauren K. Williams, George Willis, Avi Wigderson, Olivier Wittenberg, Melanie Matchett Wood, Zhouli Xu, Lexing Ying, Keita Yokoyama, Robert J. Young, Bin Yu, Sarah Zerbes, Cun Hui Zhang, Zhifei Zhang, Tiyanyi Zheng, Chen-Bo Zhu, Xin Zhu, Xiaohua Zhu, Xinwen Zhu, Dmitriy Zhuk, Peter Zograf(Montucla Prize Lecture), Catharina Stroppel, Bernd Sturmfels, Binyong Sun, Ola Svensson, Iskander Taimanov, Gabriella Tarantello, Tian Ye, Konstantin Tikhomirov, Marius Tucsnak, Corinna Ulcigrai, Eric Vanen-Eijnden, Peter Varju, Umesh Vazirani, Maryna Viazovska, Vlad Vicol, Thomas Vidick, Marie-France Vignéras, Nathalie Wahl, Guozhen Wang, Lu Wang, Weiquiang Wang, Rachel Ward,  Weinan E, Barak Weiss, Stuart White, Lauren K. Williams, George Willis, Avi Wigderson, Olivier Wittenberg, Melanie Matchett Wood, Zhouli Xu, Lexing Ying, Keita Yokoyama, Robert J. Young, Bin Yu, Sarah Zerbes, Cun Hui Zhang, Zhifei Zhang, Tiyanyi Zheng, Chen-Bo Zhu, Xin Zhu, Xiaohua Zhu, Xinwen Zhu, Dmitriy Zhuk, Peter Zograf.